# Chapelle Notre-Dame-des-Fontaines de La Brigue
La chapelle Notre-Dame-des-Fontaines est une chapelle catholique située en France dans une vallée montagneuse à 5 kilomètres du village médiéval de La Brigue, dans le département des Alpes-Maritimes.

## Présentation
La Brigue fait partie de la province de Coni (Cuneo), région du Piémont en Italie jusqu'après la Seconde Guerre mondiale. Dans le dernier siècle du Moyen Âge, en vertu du traité de 1406, le comte Lascaris de Vintimille Castellar La Brigue et Tende, qui assure le consulum du village prête serment pour un protectorat militaire auprès de la maison de Savoie qui a également législation sur le comté de Nice voisin après sa dédition en 1388. Plus de 5 siècles plus tard, La Brigue sera attachée en 1947 à la France, département des Alpes-Maritimes en région Provence-Alpes-Côte d'Azur, à la suite du traité de Paris. La Brigue et la commune suivante de Tende sont les dernières communes désormais sous administration française depuis 1947, avant le passage du col de Tende qui marque à 1 871 mètres d'altitude l'actuelle frontière entre France et Italie.
L'origine autant historique que religieuse de ce sanctuaire de prière de l'église catholique italienne trouve ses racines au XIIIe siècle dans l'intervention de Eudoxie Lascaris de Vintimille, comtesse de Castellar ed Tenda, dite Eudoxie de Tende, faisant suite à une période de catastrophes naturelles (tremblement de terre, tornade). La comtesse annonce par l'illumination de Marie pour le jour de naissance de l'enfant Jésus un miracle dont cette chapelle sera le lieu de prière à l'esprit saint. Après que les phénomènes climatiques se furent arrêtés, sauvant ainsi les survivants, les sources d'eau jaillir de nouveau. C'est cette victoire de la vie sur la mort, des rivières qui ruissellent de nouveau après la sécheresse, qui donne son nom à chapelle : "Notre-Dame des Madones des fontaines", puis "Notre-Dame des fontaines", imageant "Notre-Dame des miracles" et Marie.
Le pèlerinage vers le lieu saint est attesté et reconnu par l'évèché et le diocèse en 1375. Au XVe siècle, la chapelle devient un lieu de révérence et de réunion des familles de la noblesse de la région, après les multiples mariages alliances des Lascaris de Vintimille avec d'autres familles tout comme eux Hospitaliers, comme les Grimaldi et Doria (Ligurie), Provana de Leyni (Piémont), de Berre, de Chiabaudis, de Gubernatis, Barletti d'Aiglun Sigale (comté de Nice), de Grasse et de Villeneuve (Var et Provence françaises). Le château de La Brigue est alors édifié pour y tenir la geste chevaleresque. Alors que la pièce de chevalerie fortifiée de La Brigue sera détruite au fil du temps et des batailles militaires, la chapelle Notre-Dame des Madones des fontaines traversera les époques. Au XVe siècle, à la fin du Moyen Âge, la maison des Ducs de Savoie fait réaliser en acte pieux par les artistes peintres de sa cour une série de fresques liturgiques. L'importance historique et la qualité de son décor peint sur ses murs par Giovanni Canavesio et Giovanni Baleison l'ont fait surnommer la « chapelle Sixtine des Alpes ». Des controverses d'historiens en Italie toucheront au rapport entre cette chapelle et l'Ordre catholique des hospitaliers de Saint-Jean-de-Jérusalem, ou encore au sujet même de ces fresques et de leurs multiples interprétations possibles : la passion du Christ et le jugement dernier.
La chapelle sanctuaire fait l’objet d'un classement au titre des monuments historiques depuis le 22 mai 1951.

## Localisation
La chapelle est située dans le département français des Alpes-Maritimes, sur la commune de La Brigue, à 4,5 kilomètres du chef-lieu. Elle a été construite sur l'ancien chemin muletier qui reliait La Brigue à Triora.

## Historique
La chapelle remonte au XIIIe siècle, une légende est rattachée à sa construction, qui sera rapportée par les écrivains Gioffredo puis Cais de Pierlas : « à une époque lointaine, un jour de décembre, la montagne et le sol tremblèrent de longs jours. Toutes les sources se sont alors taries. Alors, la comtesse Eudoxie de Tende annonce, le jour de Noël, que les sources couleraient de nouveau si une chapelle expiatoire était construite. La chapelle est d'abord construite près du village, mais elle est détruite la nuit. La comtesse désigne le site en face des sources. Les sources se remirent à jaillir et on construisit la chapelle des fontaines ». De multiples variations plus allégoriques qu'historiques de l'histoire se succédèrent : « en emmenant du vin pendant les travaux, celui-ci se changeait en eau si on le rapportait à la maison », ou « Les sources ont un fonctionnement intermittent leur donnant un caractère merveilleux ».
Le pèlerinage est cité en 1375 dans un acte daté du 17 novembre qui cite deux religieux bénédictins Garino Berardo et Gandolfo Bellone, gouverneurs et administrateurs de la chapelle.
Un document de l'évêché de Vintimille indique, en 1475, l'évêque G. B. de Giudici s'interroge sur l'usage des aumônes qui sont abondantes. Il fallait les utiliser aux réparations de l'« église de la Madone » et la construction de petites maisons pour recevoir les pèlerins. Cet acte donne comme explication au succès du pèlerinage à « la sortie, récemment, d'une nouvelle source, à côté de la dite église, survenue plus par faveur divine, à ce qu'on croit, que de toute autre manière ». La chapelle se trouve alors à la croisée de plusieurs routes muletières. Le duc de Savoie Louis reconnaît, en 1457, Briga comme inaliénable mais a obtenu le droit de nommer les consuls. Le duc souhaitait améliorer les routes reliant Nice au Piémont. Une de ces routes passait par La Brigue et la chapelle de la Madone des Fontaines puis Bens et le Pas du Tanarel ou du Tanarello (2 045 m) avant de descendre vers la vallée du Tanaro et rejoindre Mondovi. La section de cette route commençant à Menton a été améliorée à partir de 1448. En 1513, des lettres patentes décident d'élargir la section vers le pas du Tanarel. Après l'achat du comté de Tende par le duc de Savoie, en 1581, c'est la route passant par Tende qui va être choisie pour relier Nice au Piémont en passant par le col de Tende (1 871 m). Cette route muletière croisait la route conduisant à Realdo, à Triora et en Ligurie.
Elle a dû être reconstruite au XVe siècle suivant un plan très simple, comprenant une nef rectangulaire de 16 mètres sur 10, sur lequel est ajouté un petit chœur lui aussi rectangulaire.

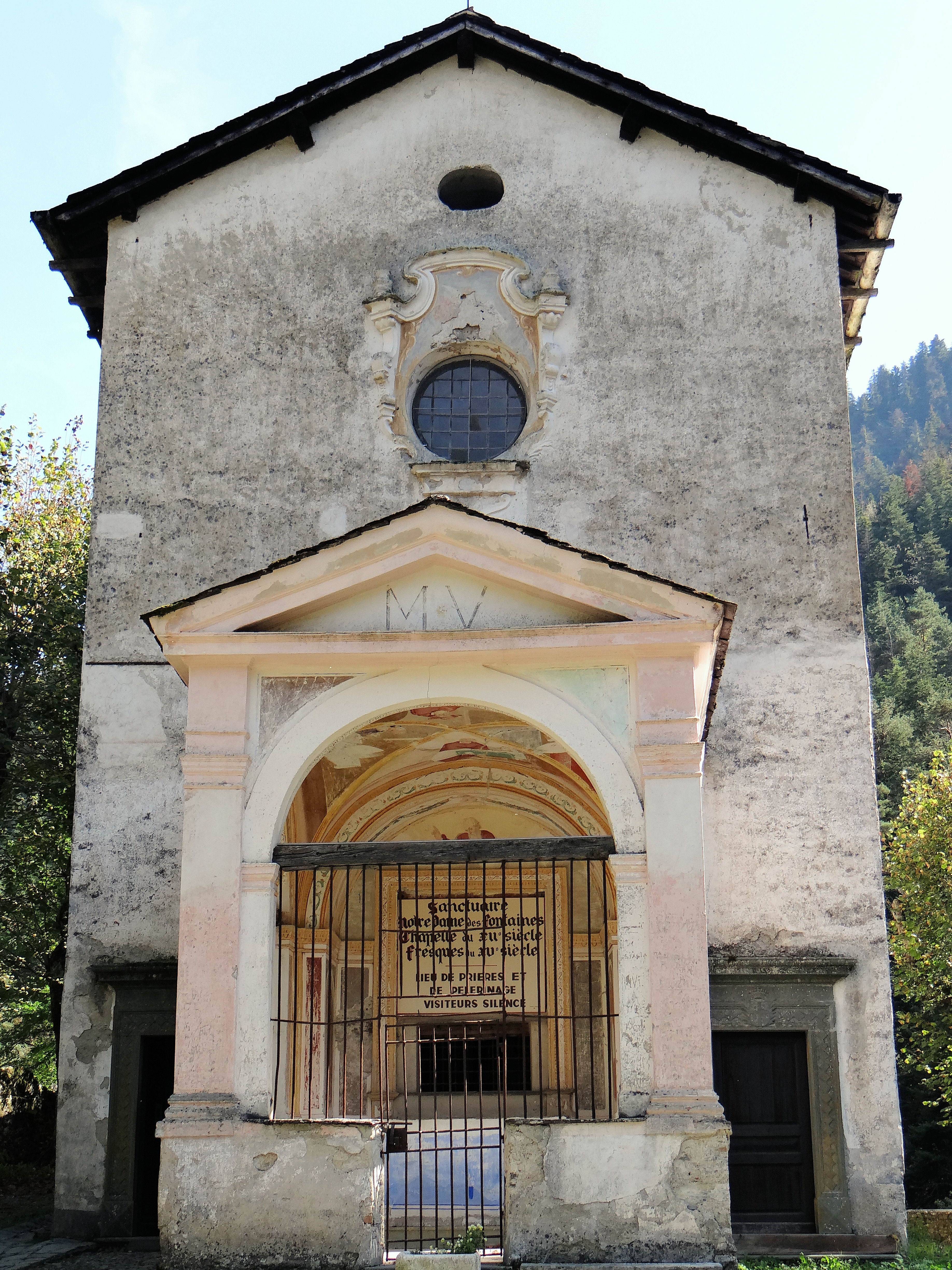
La façade de la chapelle avec le porche.
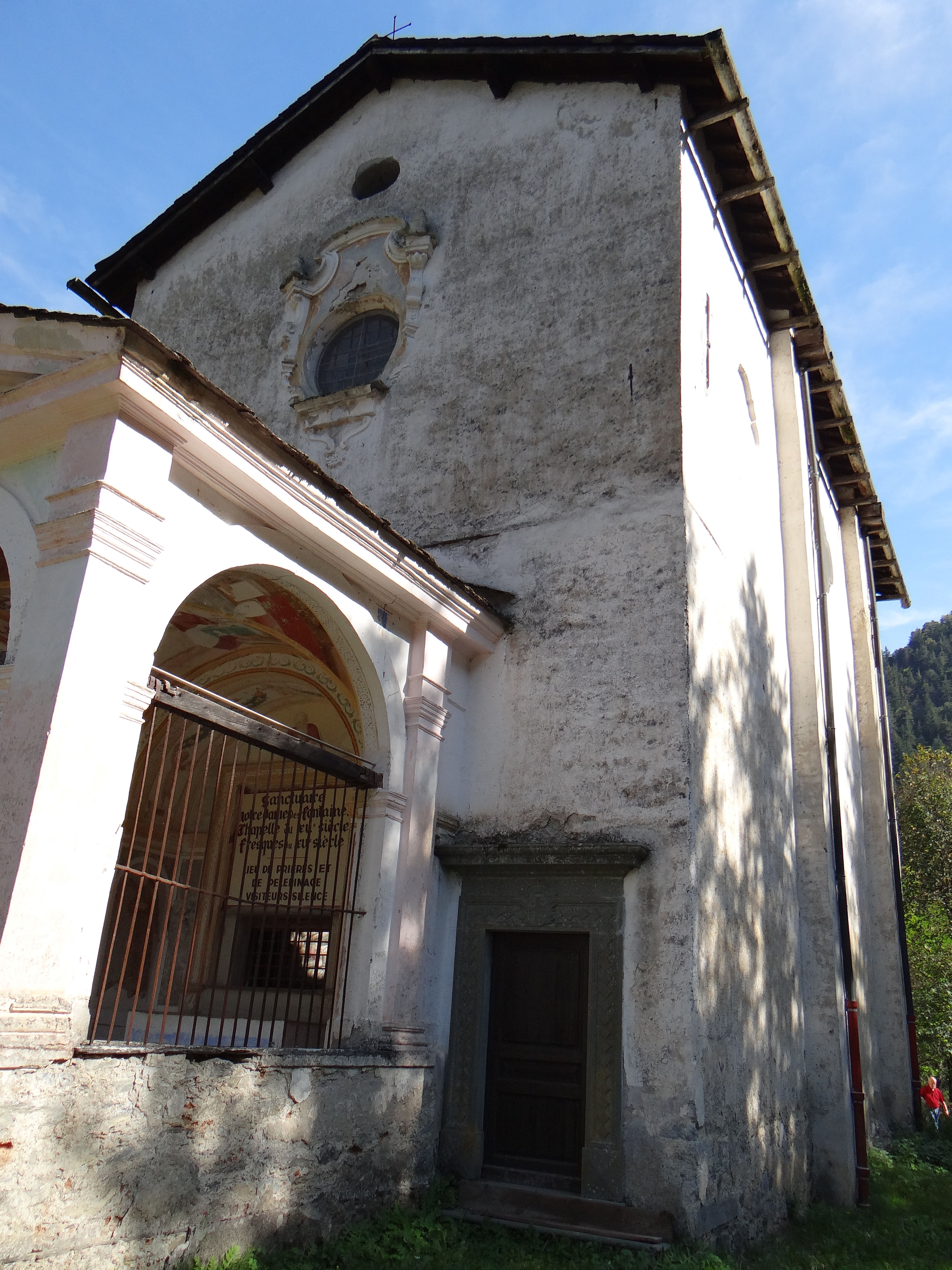
Le porche et la chapelle.

Les circonstances ayant conduit à la réalisation de cette œuvre majeure, les fresques de la Passion et du Jugement dernier, sont obscures et compliquées. En 1474, le comte de Tende, Honoré, de l'illustre famille Lascaris, fut empoisonné par son intendant. Sa veuve, Marguerite, accusa ses cousins, seigneurs de La Brigue, Pietrino et Barthélémy, d'être les commanditaires du crime. En 1483, elle réussit à mettre la main sur Pietrino qui fut emprisonné et torturé. Les Brigasques demandèrent humblement la libération de leur seigneur que Marguerite leur accorda en principe contre 800 florins d'or, somme exorbitante pour cette modeste communauté. Soudainement, et pour des raisons mystérieuses (certains pensèrent qu'elle n'était au fond pas fâchée de la disparition de son mari, voire qu'elle n'en était pas tout à fait innocente…), elle renonça à la rançon à condition que la paroisse embellisse la chapelle pour une somme équivalente. Le doyen du chapitre de la collégiale Saint-Martin, Don Bernardino, réunit la somme nécessaire (sans doute moins que les 800 florins !) par souscription et avec l'aide de la Banque de Gênes.

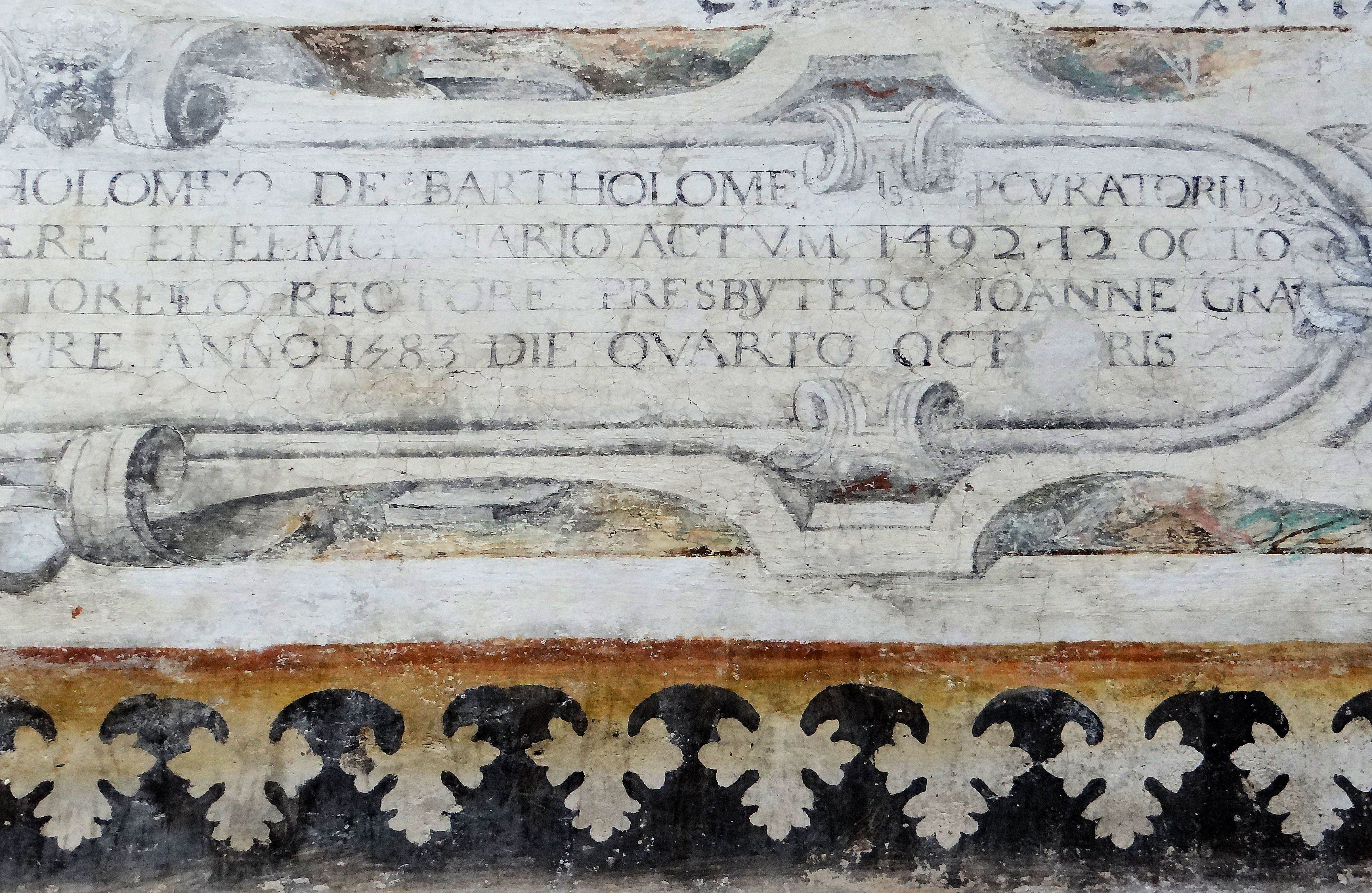
Cartouche sous la scène de la Crucifixion donnant la date de 1492 pour la fin de la réalisation des fresques de la Passion du Christ par Canavesio.

Cette thèse n'a pas pu être confirmée par des textes. L'historienne Sophie Kovalesky a fait des recherches dans les archives de la banque San Giorgio de Gênes et du fonds d'État. Dans son étude, elle a conclu « en l'absence actuelle de ces documents nous mettons en doute l'idée d'une commande passée par les Lascaris à Canavesio ». Dans ce cas, les fresques de la chapelle auraient été exécutées grâce aux aumônes recueillies pendant les pèlerinages. Au moment de la restauration des peintures, en 1583, une inscription a été ajoutée sous la scène de la Crucifixion donnant le nom du peintre, PRESBYTERO IOANES CANAVESIO PICTORE, et la date d'achèvement, le 12 octobre 1492.
Les peintures du chœur, réalisées à la détrempe, sont en général attribuées, mais sans preuve, à partir des critères de style, à Giovanni Baleison. Giovanni Baleison et Giovanni Canavesio ont collaboré sur le décor de la chapelle Saint-Sébastien de Saint-Étienne-de-Tinée. Ces peintures auraient été exécutées avant celles de la nef, après 1481, date à laquelle Giovanni Baleison termine les peintures de la chapelle Saint-Sébastien de Venanson. Cette hypothèse pourrait être contradictoire avec la chronologie de la vie de la Vierge qui commence sur le mur oriental de la nef et l'arc triomphal, mais un indice archéologique montre que ce mur a été repeint à fresque en supprimant la peinture faite par Baleison. Au XIXe siècle, les peintures du chœur ont été recouvertes par un badigeon. Elles ont été dégagées en 1959. Certaines sont très abîmées.

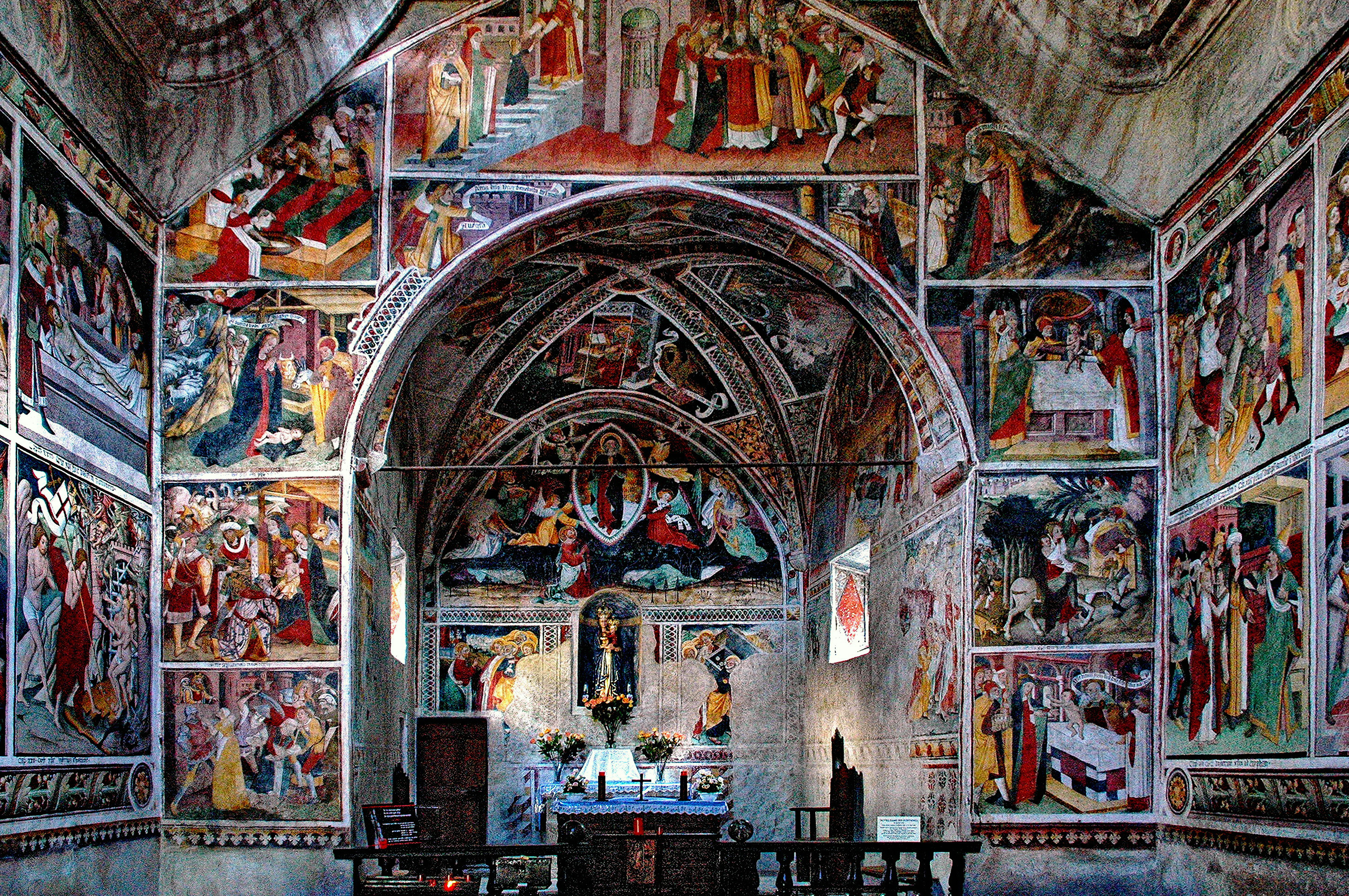
La décoration de la nef, de l'arc triomphal (vie de Marie et de l'enfance de Jésus), du chœur (Assomption de Marie au chevet).
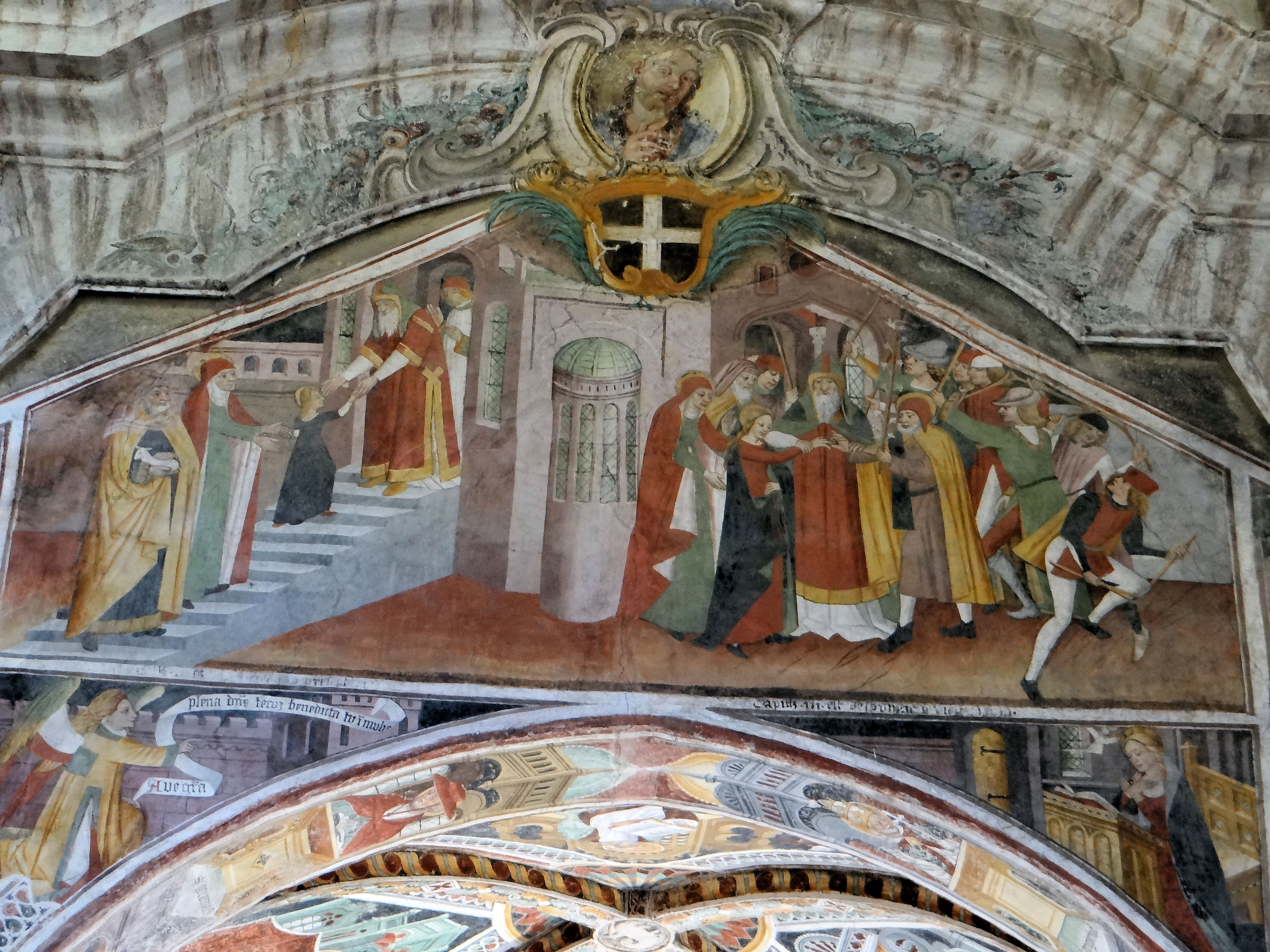
Arc triomphal : Présentation de Marie au temple, Mariage de Marie, Annonciation.
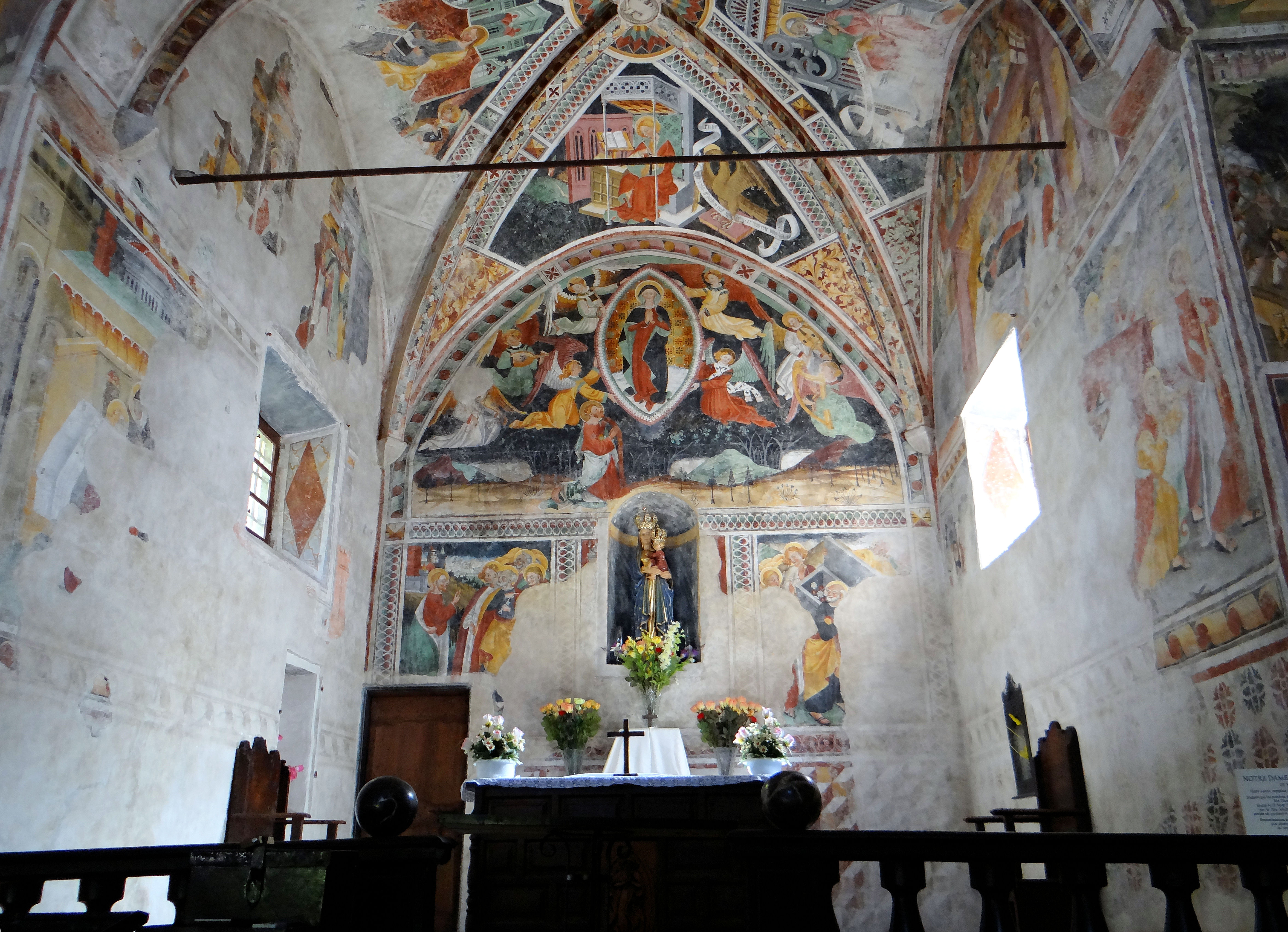
Ensemble des peintures du chœur.
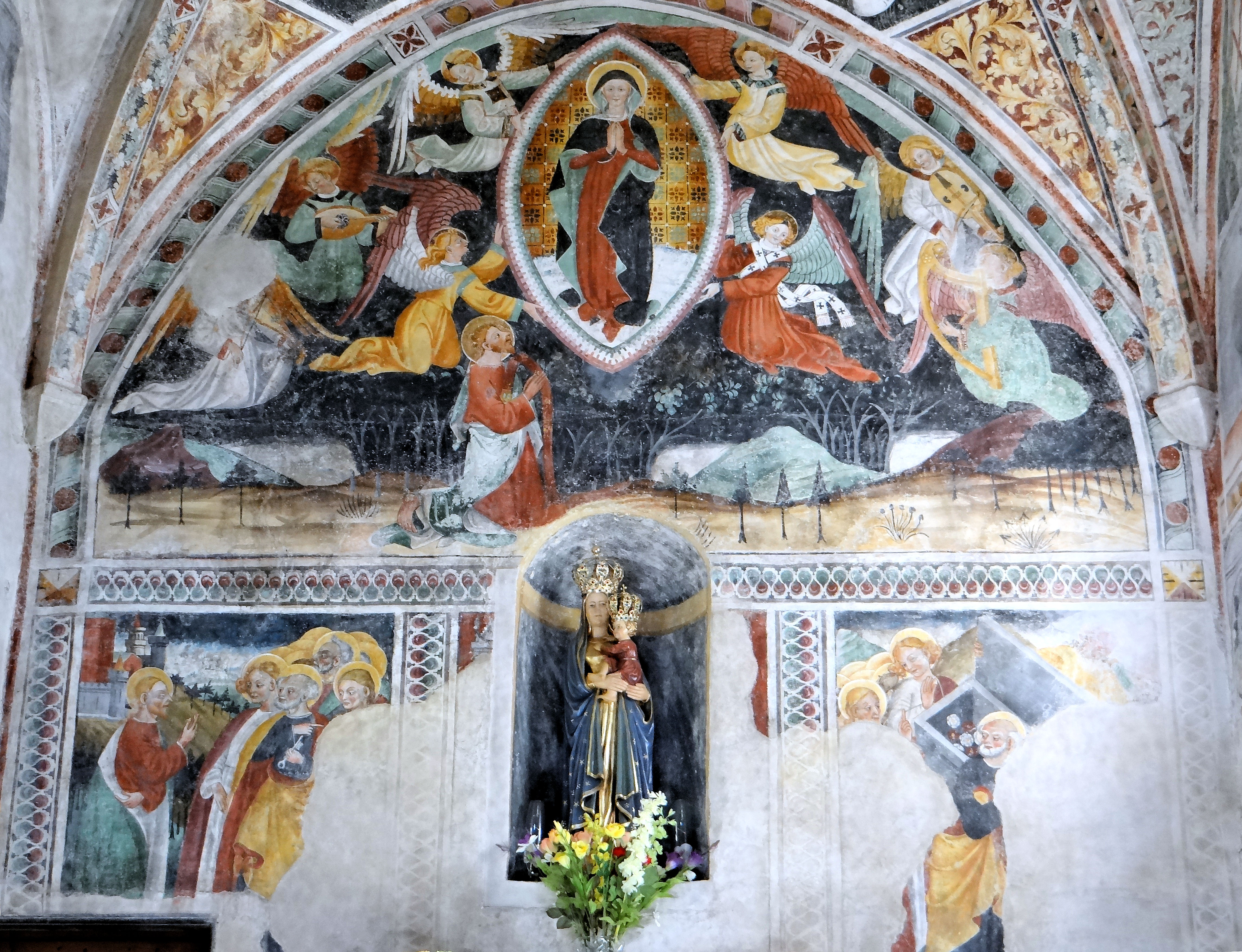
Peintures du chevet : en haut, Assomption de Marie, en dessous, à gauche, Incrédulité de Thomas, à droite, Visite au tombeau.
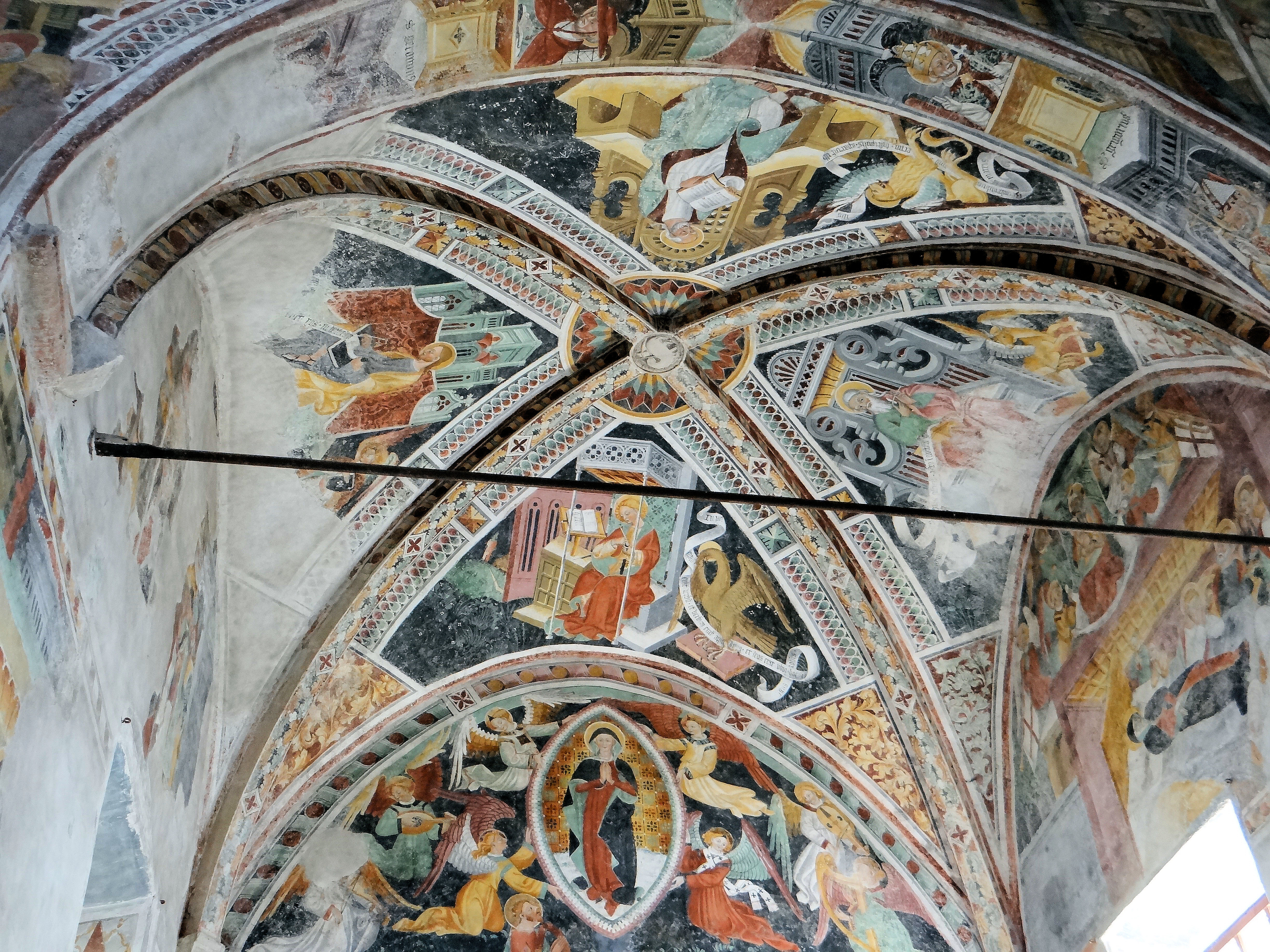
Chevet : Assomption de Marie, voûte : Les quatre Évangélistes.

On a fit appel à un peintre déjà connu, un Piémontais là encore, Jean ou Giovanni Canavesio, qui réalisa entre 1490 et 1492 l'incomparable décor, de l'arc triomphal (longtemps attribué à Giovanni Baleison - mais l'intervention d'un collaborateur inconnu est probable) consacré à la vie de Marie, de la nef, dévouée à la Passion du Christ, et du revers de la façade représentant le Jugement dernier. La surface peinte totale est d'environ 220 m2.

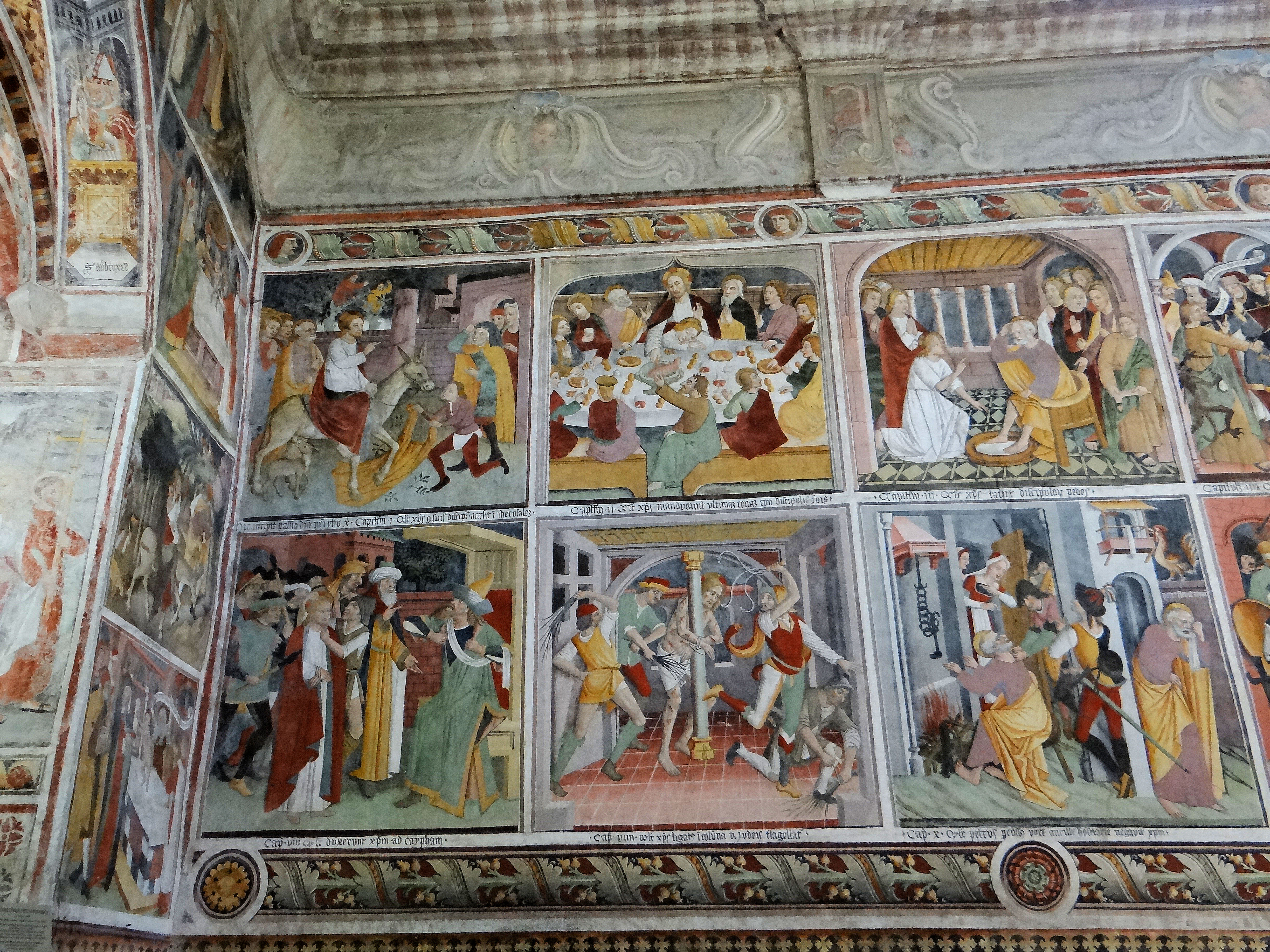
Mur de droite, les scènes 1 à 3, au registre supérieur (Entrée à Jérusalem, La Cène, Lavement des pieds des disciples), et 8 à 12, au registre inférieur (Jésus devant Caïphe, Flagellation, Reniement de Pierre).
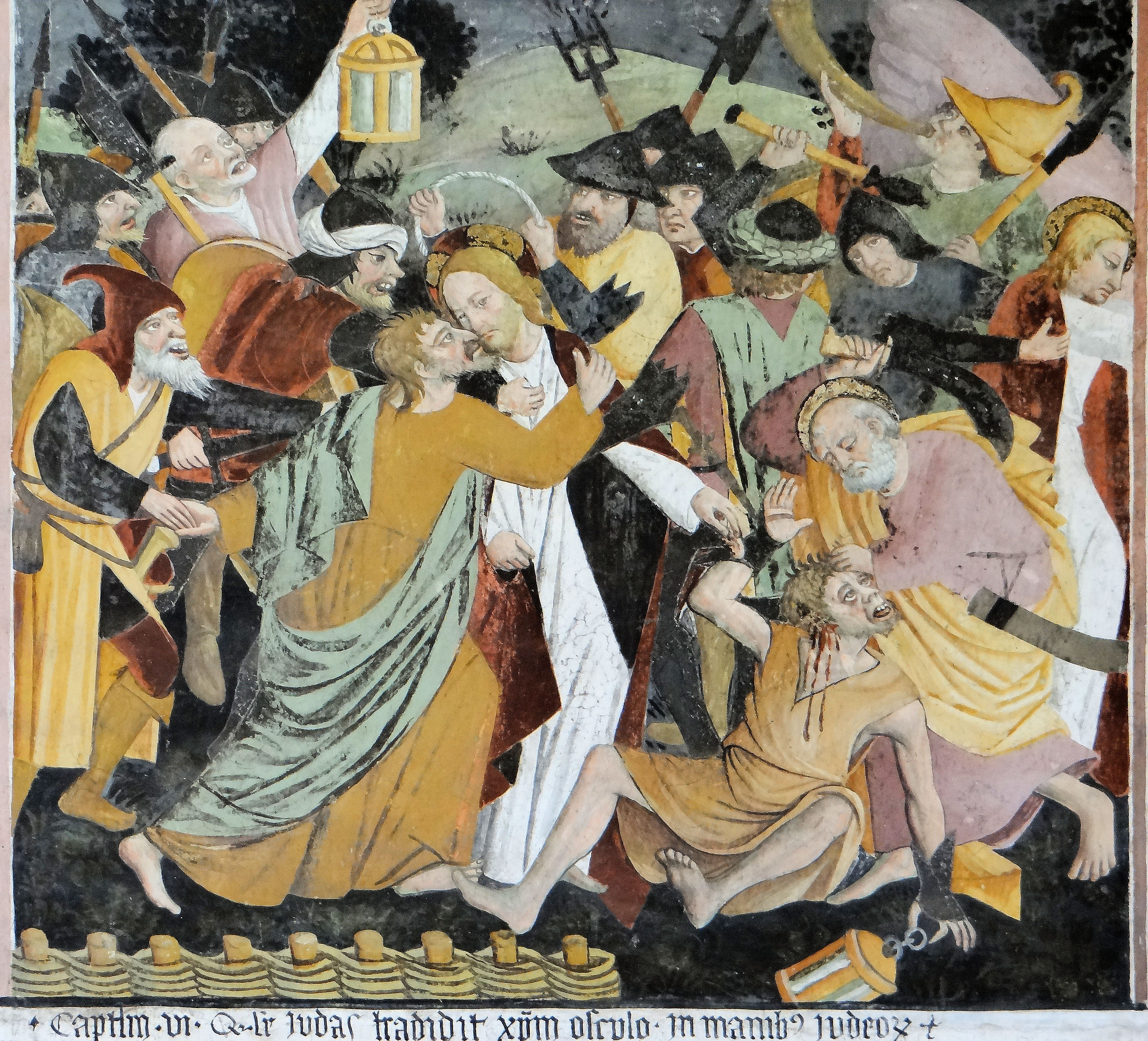
Scène 6 : Arrestation de Jésus.
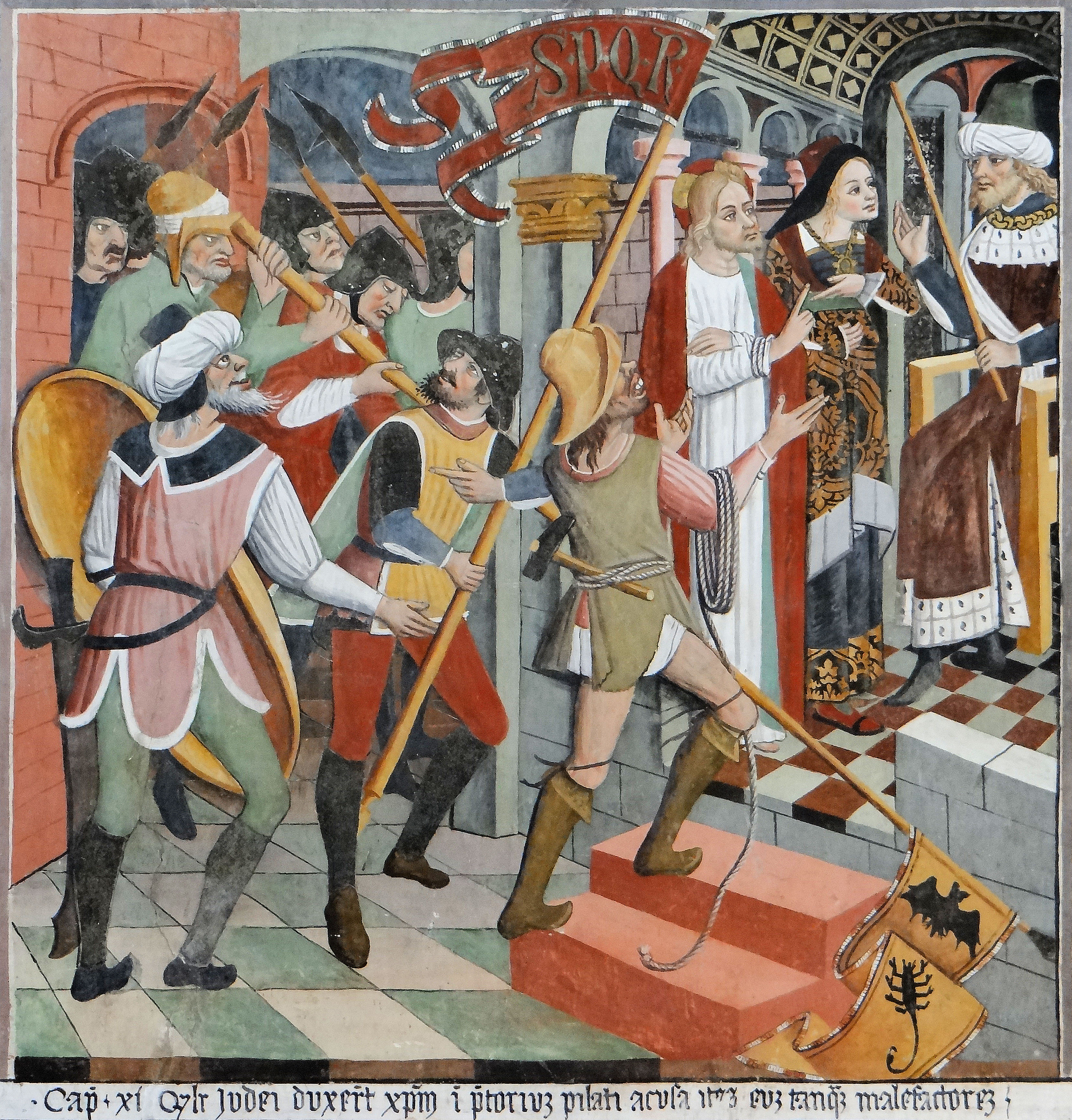
Scène 11 : Jésus devant Pilate.
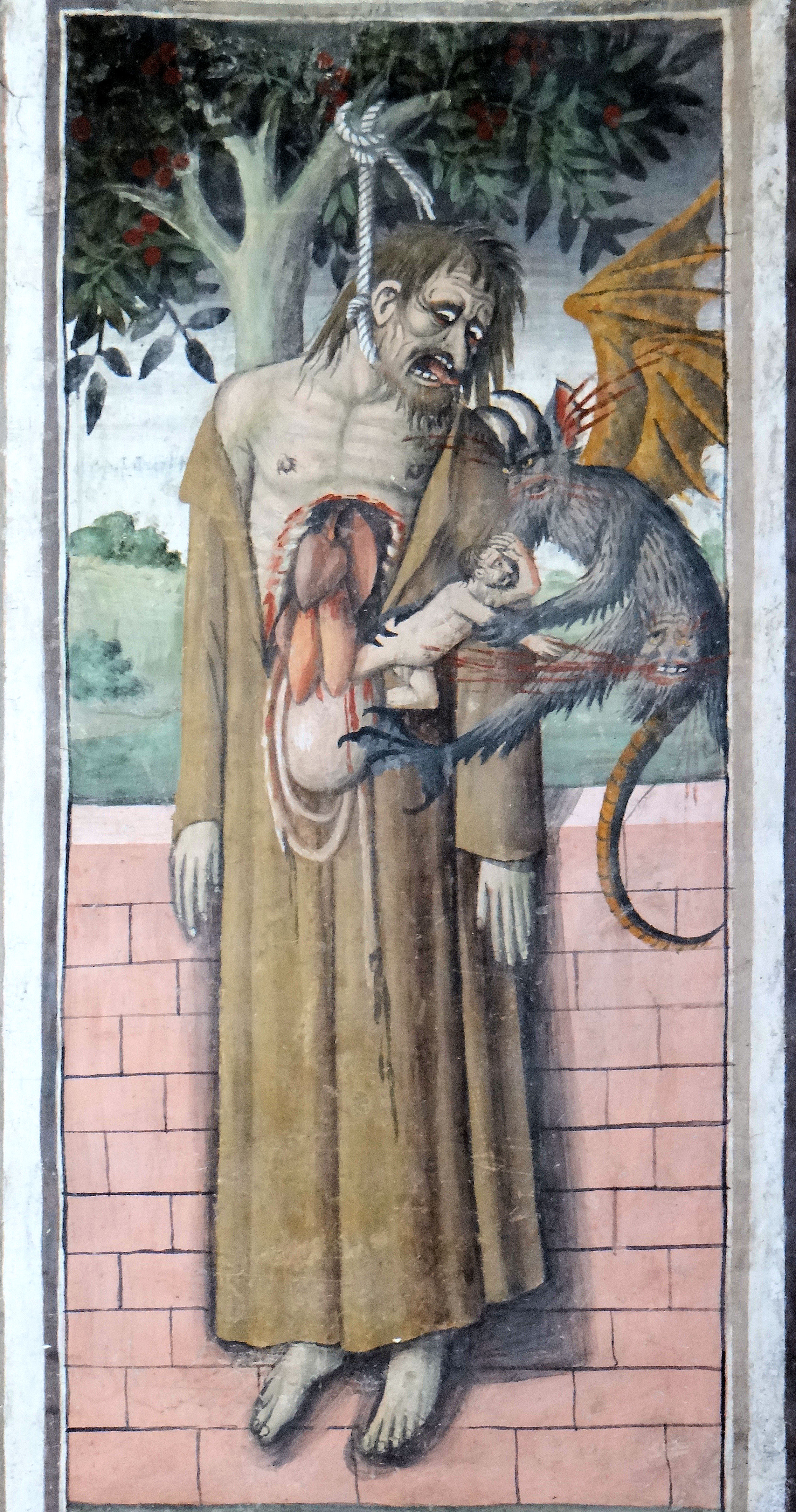
Judas pendu qui se trouvait sous une fenêtre qui a été bouchée.
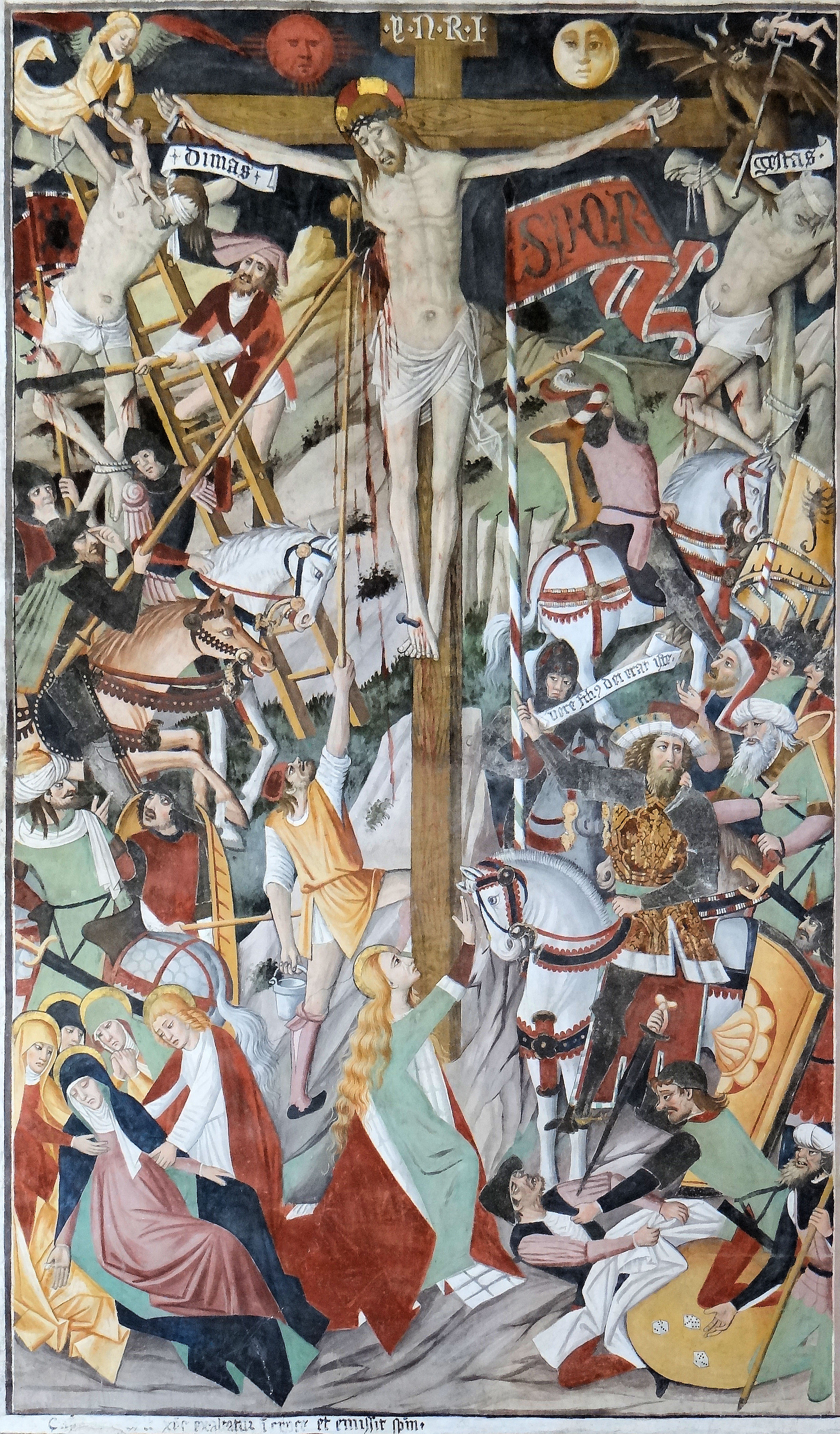
Scène 21 : Crucifixion.
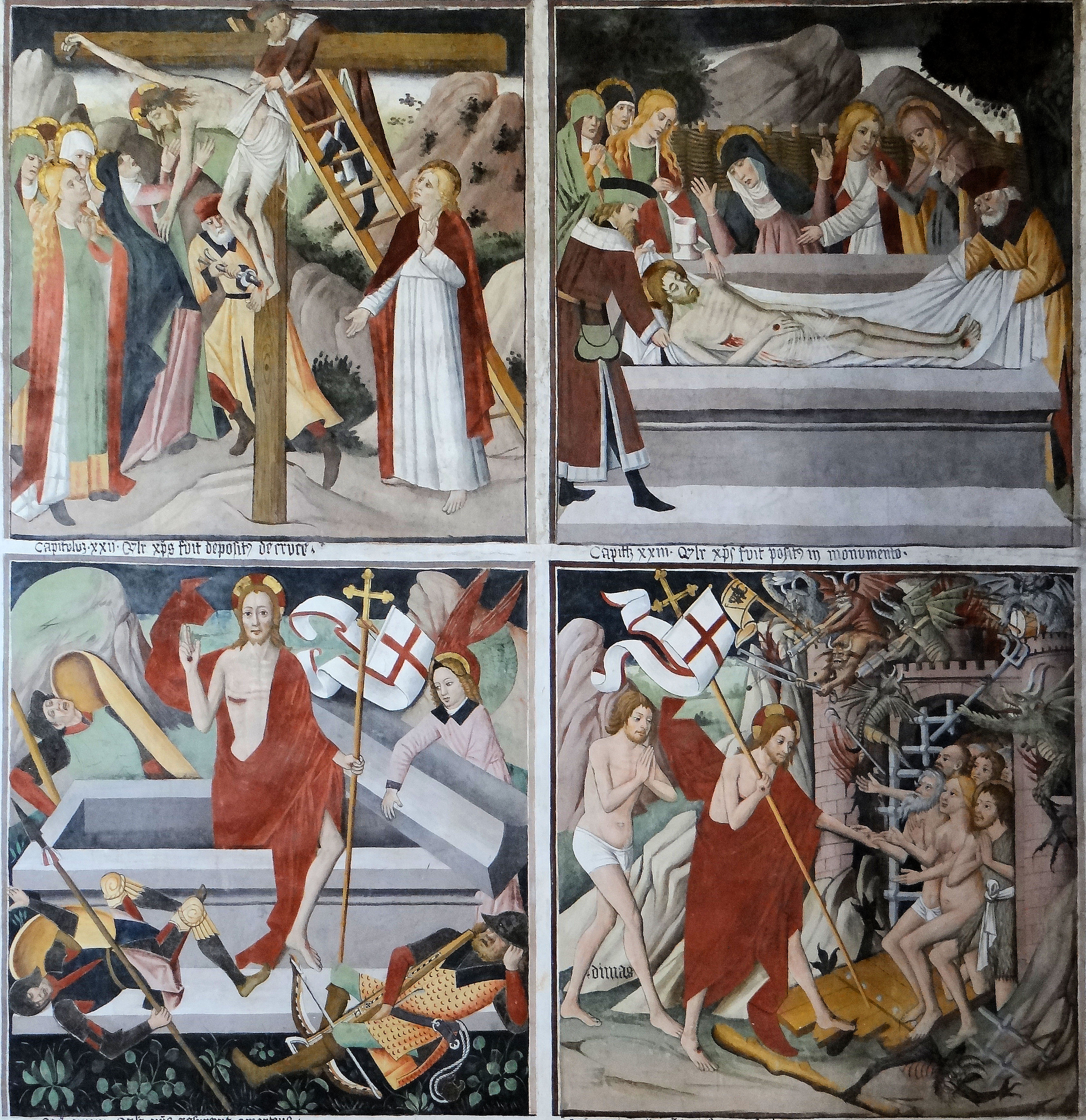
Scènes 22 et 23, au registre supérieur (La descente de la Croix, La mise au tombeau), scènes 24 et 25, au registre inférieur (La Résurrection du Christ, La descente aux Enfers).

La fresque du Jugement dernier se trouvant sur le mur occidental a dû être réalisée après celle de la Passion.

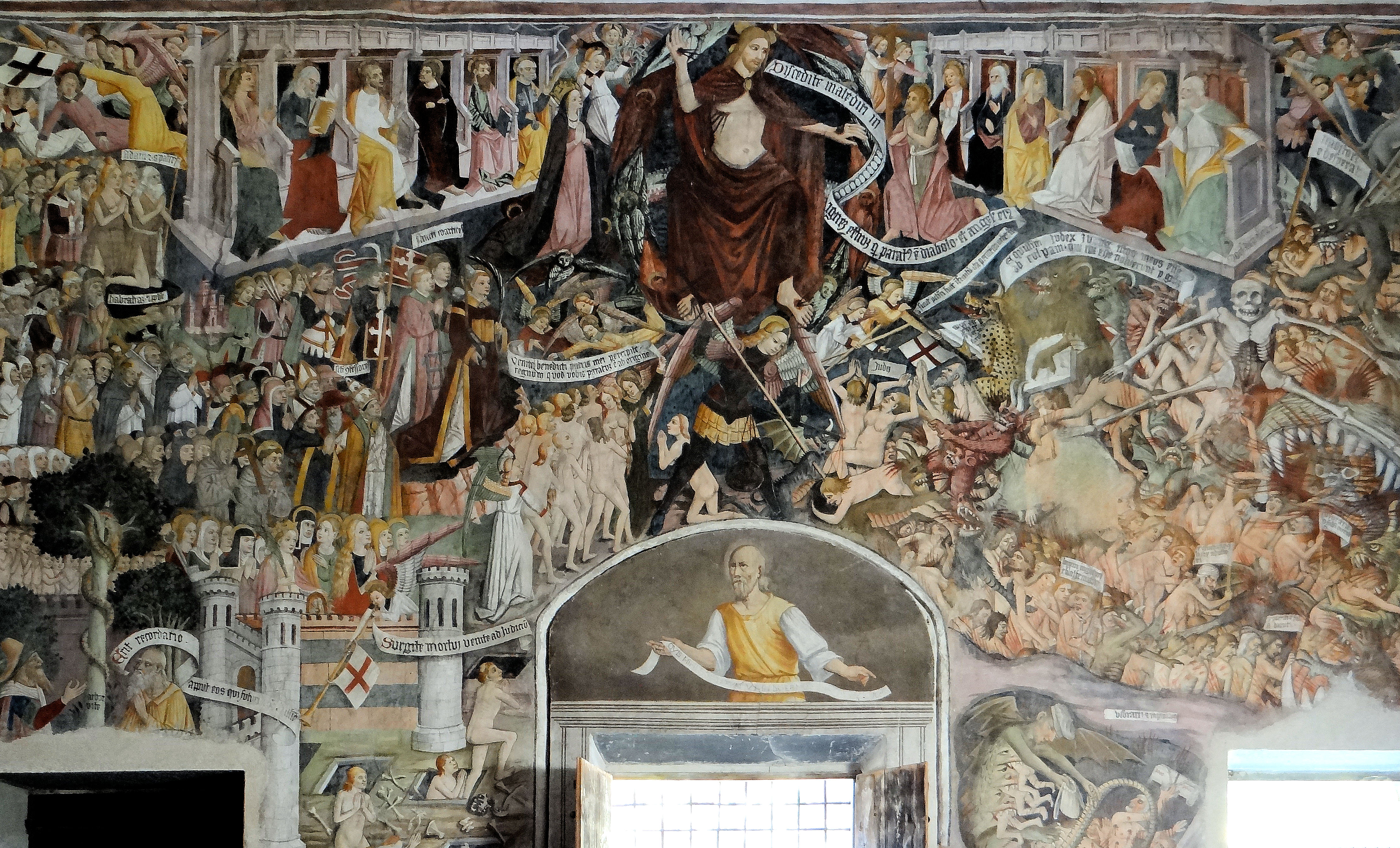
Ensemble de la fresque.
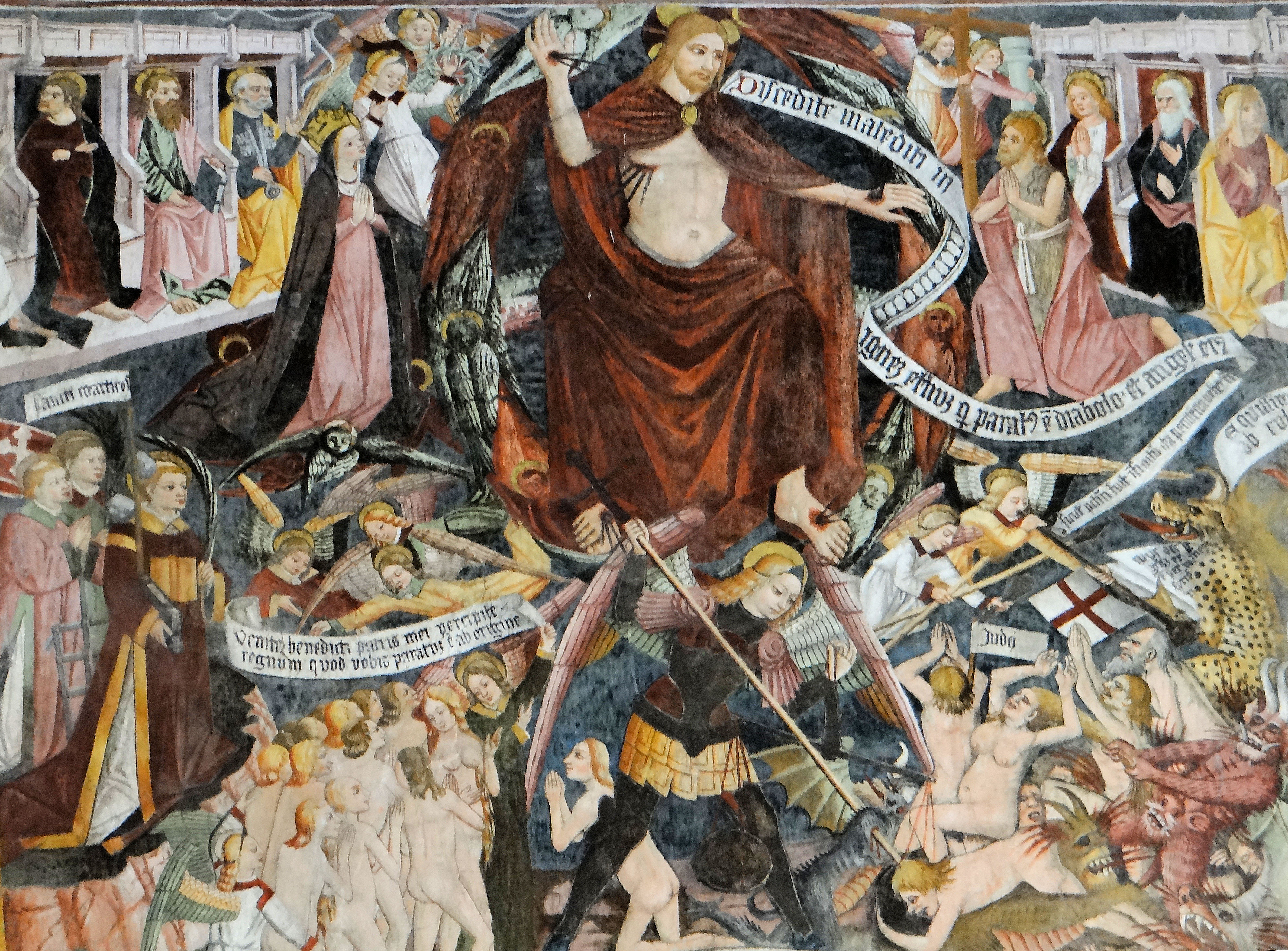
Au centre, le Christ-Juge, entouré par les 12 Apôtres, à genoux, de part et d'autre, la Vierge et saint Jean-Baptiste intercédant, en dessous, saint Michel Archange, arbitre. À la droite du Christ-Juge, les Élus, à sa gauche, les damnés.
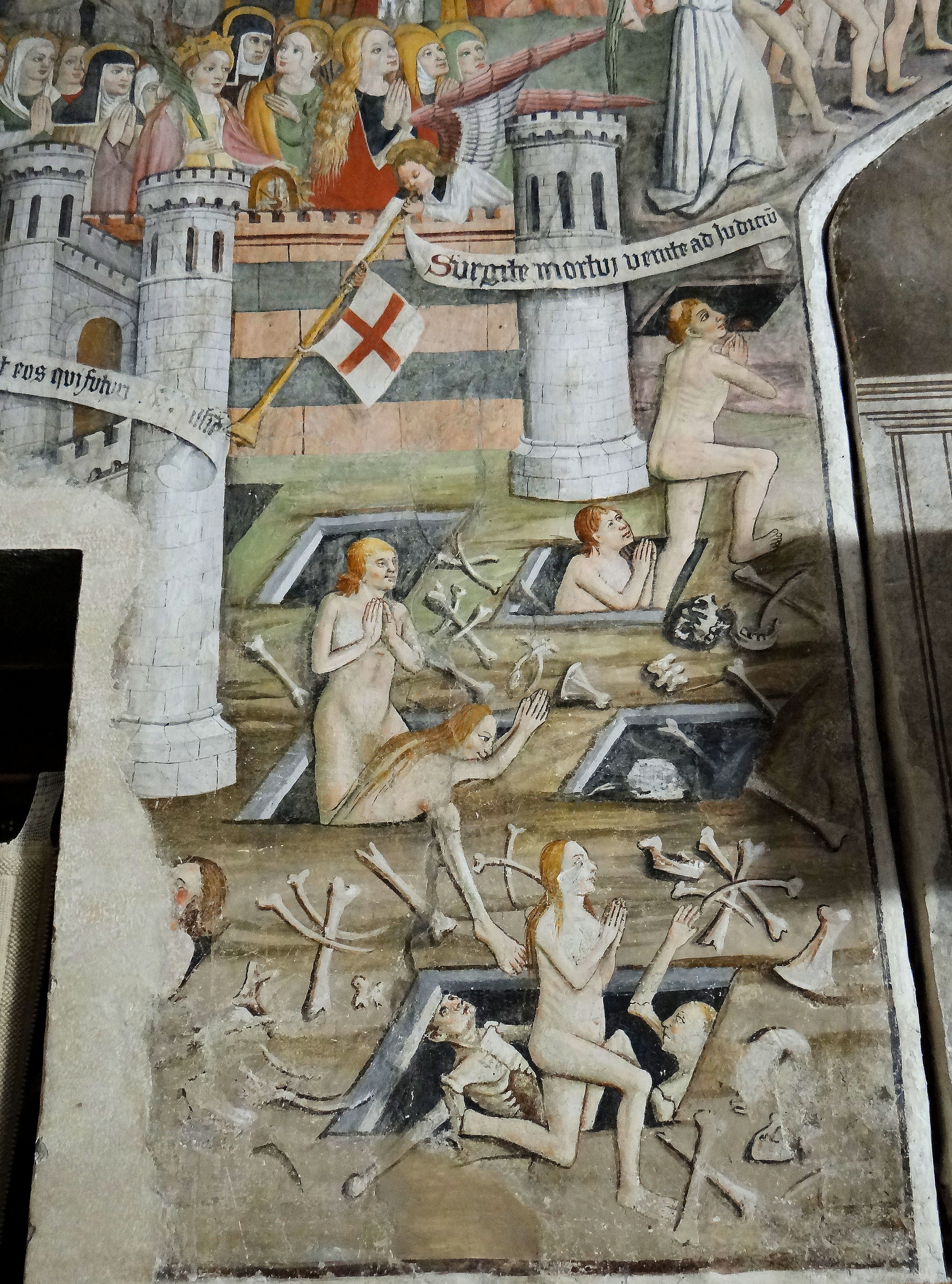
Convocation au jugement. Résurrection à l'appel des anges.
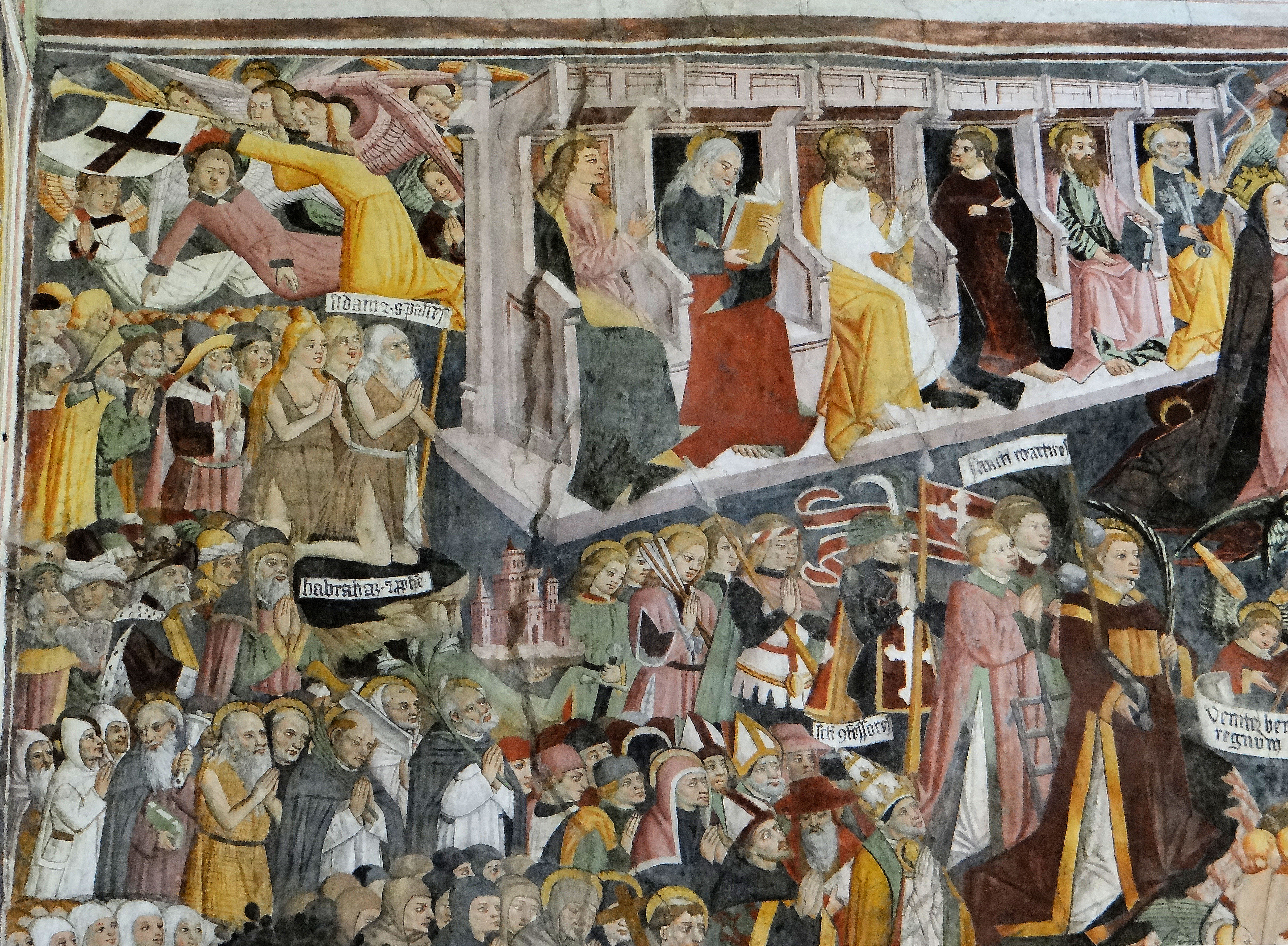
Les Élus, à la droite du Christ-Juge.
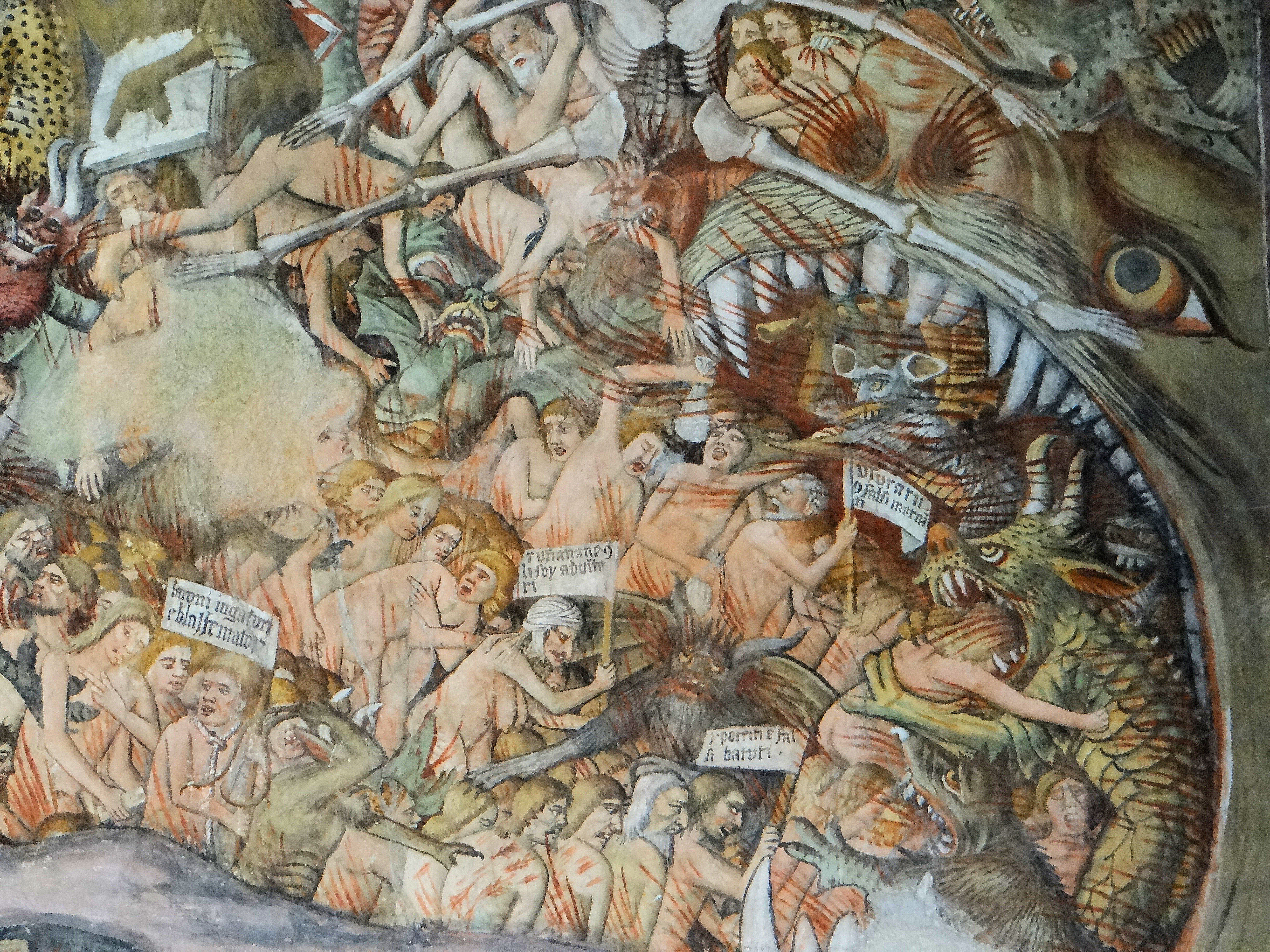
Les damnés précipités dans le Léviathan.
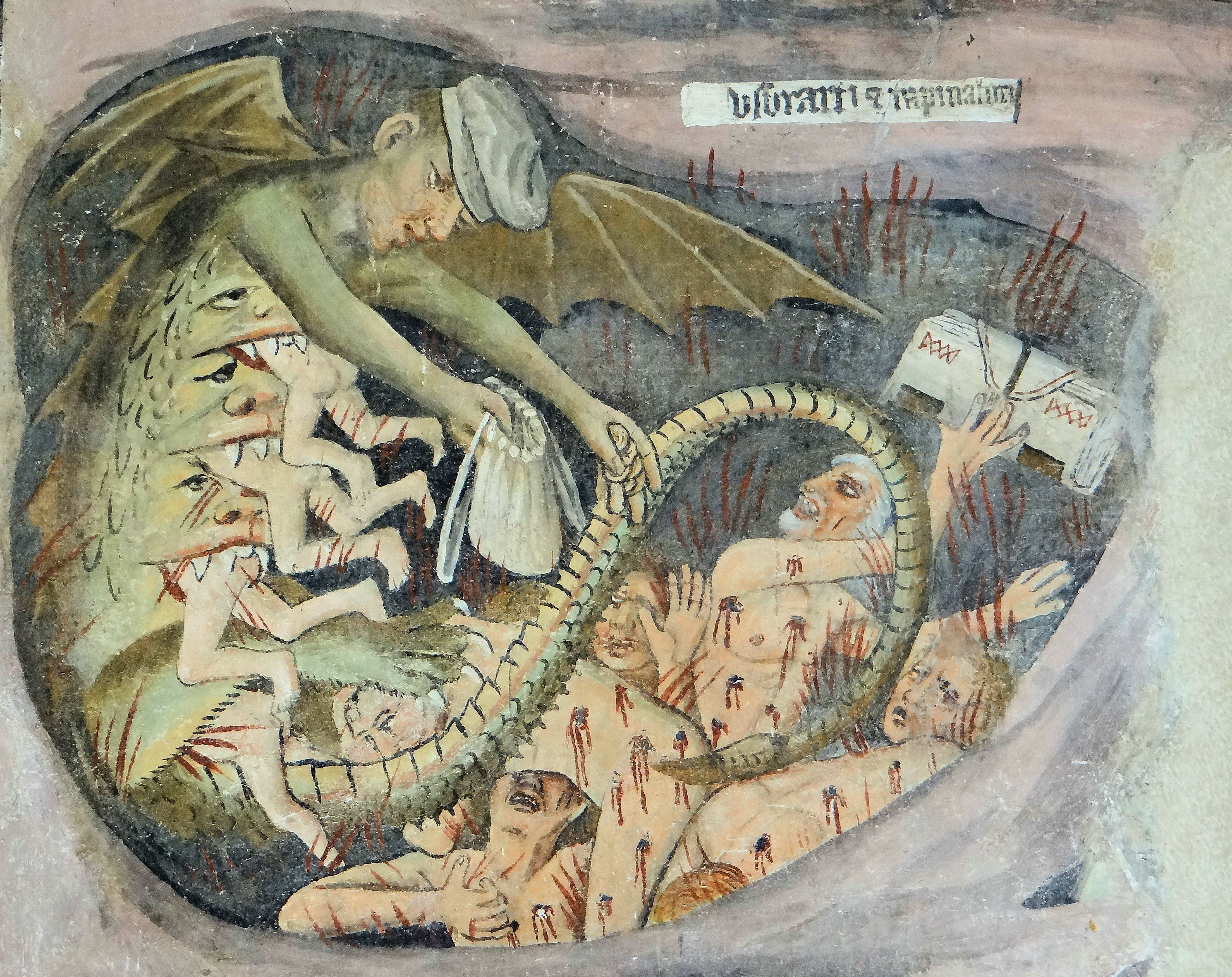
Monstre dévorant les usuriers et les voleurs.

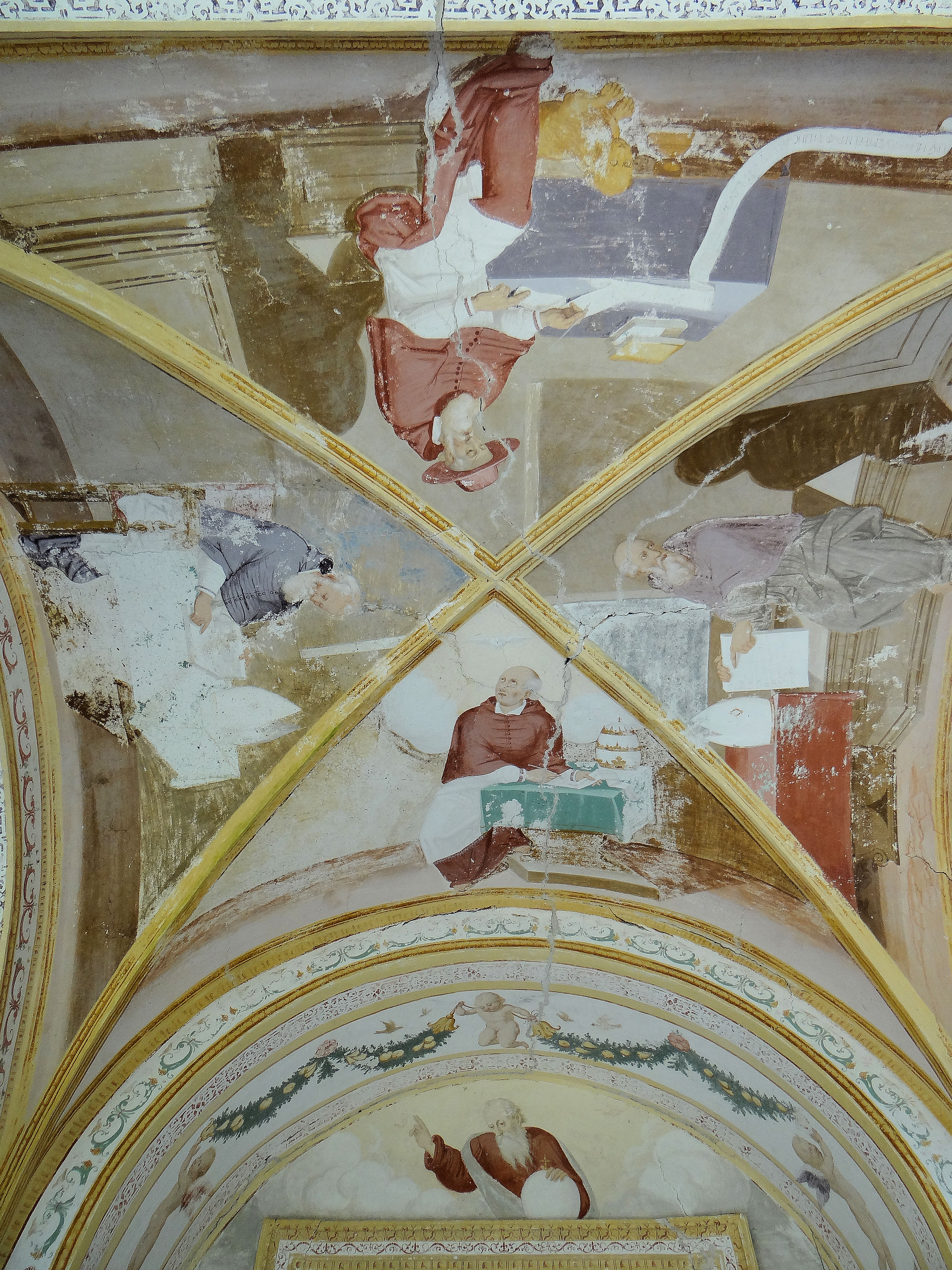
Le décor de la voûte du porche-oratoire.

En 1605, le notaire Claude Alberti finance la construction du porche. Les sources écrites locales indiquent qu'il aurait été conçu pour servir d'oratoire et abriter un autel pour les fidèles n'ayant pu entrer dans la chapelle les jours d'affluence, permettant des messes en plein air. Grâce au don fait en 1705 par Jacques Spinelli, fondateur de la chapelle Saint-Michel, quatre docteurs de l'Église ont été peints sur les voûtains de la croisée d'ogives. Ces peintures ont été réalisées en rappelant celles de la voûte des Évangélistes dans le chœur par l'usage des phylactères qui n'étaient plus représentés à cette époque dans les tableaux. Il est encadré par deux petites portes très basses dont les percements ont entraîné la détérioration d'une partie des peintures de la fresque du Jugement dernier.

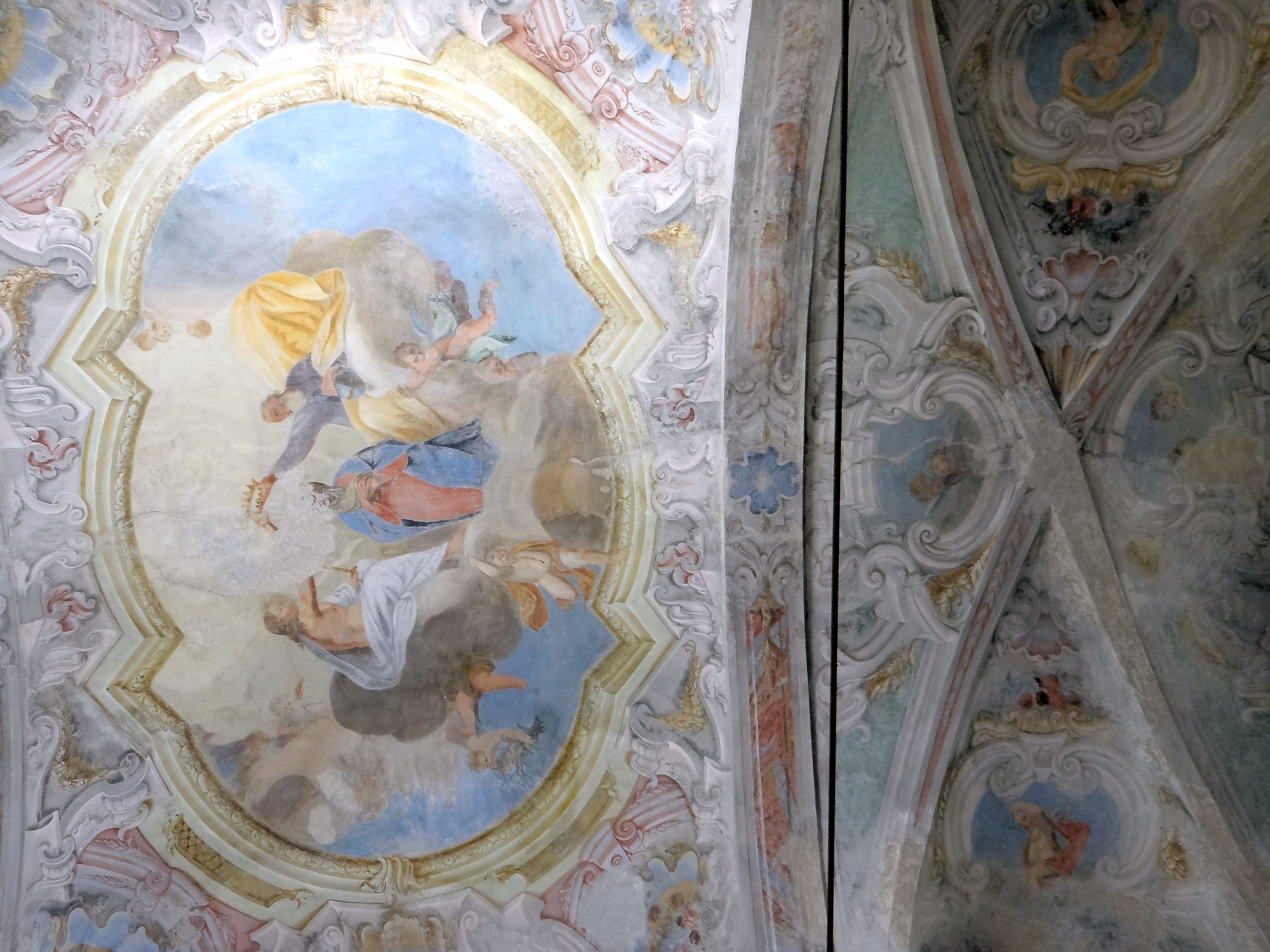
Décoration de la voûte de la nef.

La peste fait environ 10 000 victimes à Tende entre 1630 et 1631 mais a épargné La Brigue. Pendant la guerre Gallispane, entre la France à la maison de Savoie, de 1744 à 1748, la ville a évité toute exaction des armées. En reconnaissance, les habitants ont décidé d'embellir la chapelle. Celle-ci avait jusqu'alors une couverture en charpente. La chapelle est exhaussée et la nef couverte d'une voûte stuccée ornée de fresques de Gaetano Ruffi. C'est ce qu'explique une inscription : « IN HONOREM DEIPARAE VIRGINIS / POPULUS BRIGENSIS AB IMMINENTI / HOSTIU / CALISPANORUM INVASIONE MIRABILITER / EREPTUS ANNO MDCCXXXXV &C / TEMPLUM HOC PRO GRATIARUM ACTIONE / IN PERENNE TANTI BENEFICII MONUMETUM / AUXIT ET DECORAVIT / ANNO MDCCL » (« En l'honneur de la Vierge, le peuple brigasque miraculeusement préservé de l'invasion imminente des ennemis gallispans l'an 1745, a en action de grâces agrandi et décoré cette église témoignage de tant de bienfaits permanents, l'an 1750 »).
Certains peuvent trouver que ce décor rococo un peu facile cadre mal avec les splendides réalisations gothiques et Renaissance du reste de l'église mais un monument historique, comme son nom l'indique, est le résultat d'une « histoire » dont nous ne devons rien rejeter a priori, contrairement à ce que pensait Viollet-le-Duc.
Les peintures du chœur réalisées par Giovanni Baleison ont été dégagées en 1959. Auparavant, le chœur croulait sous les ex-votos dissimulant une moulure de plâtre. C'est par accident (comme souvent) qu'un ouvrier « maladroit » cassa le plâtre révélant l'œuvre de Baleison qui fut soigneusement restaurée.

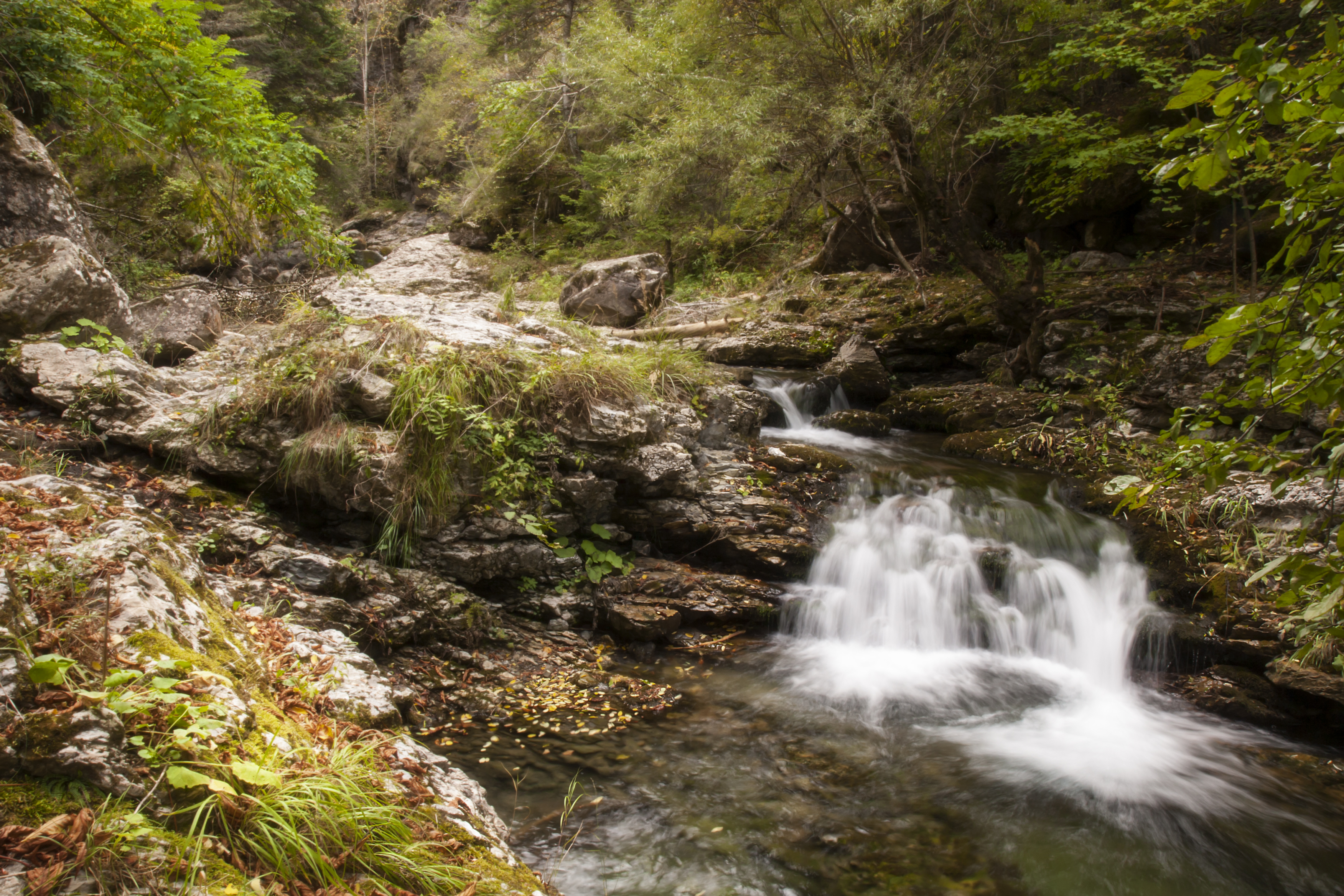
Plusieurs petites sources se rejoignent comme un ruisseau juste en dessous du sanctuaire de Notre-Dame des Fontaines.

La place des fresques de Canavesio dans l'histoire de l'art reste une question discutée. Elles relèvent sans doute plus du gothique tardif, très évolué, que de la Renaissance mais les mots demeurent impuissants à rendre toutes les nuances voulues. La culture humaniste de Canavesio était sans doute réelle, même si l'on ne suit pas entièrement le père Avena dans ses audacieuses interprétations. L'expression « Chapelle Sixtine des Alpes méridionales » relève plus du marketing touristique, efficace, que d'une volonté de bien situer l'œuvre. À tout prendre, Notre-Dame des Fontaines évoque plutôt Giotto et la chapelle des Scrovegni à Padoue, avec deux siècles d'évolution des techniques picturales en plus. Mais les influences sont multiples et la formation de Canavesio sans doute complexe. La scène, rarement représentée dans l'art catholique, de la Descente du Christ aux enfers (et pratiquement jamais avec cette sève, cette vigueur, ce pittoresque pourrait-on presque dire), montre des démons qui font irrésistiblement penser à Jérôme Bosch, contemporain presque exact de Canavesio. Enfin, l'œuvre n'est pas isolée. De très nombreuses chapelles des Alpes-Maritimes possèdent des décors contemporains et similaires (Venanson, Lucéram, Saint-Étienne-de-Tinée, Roure, etc.) dans lesquels Baleison et Canavesio sont, parfois, intervenus. Un ensemble de fresques équivalent à celui de la chapelle peut être vu dans l'église San Fiorenzo de Bastia Mondovì daté de 1472.
L'édifice est inscrit au titre des monuments historiques depuis le 22 mai 1951.
Une restauration de l'édifice a été exécutée en 1973-1978 sous la direction de François Enaud, inspecteur-général des Monuments historiques, par l'atelier Ten Kat.
En 2019, le projet Fiat lux permet, grâce à différentes techniques de modélisation numérique, d'étudier les processus de dégradation des fresques et ainsi de mieux les restaurer.

## Les sources possibles de l'œuvre de Giovanni Canavesio
Il est possible de rapprocher certaines des scènes représentées d'œuvres d'autres peintres. Ainsi, on peut rapprocher le squelette placée au-dessus du Léviathan de la fresque du Jugement dernier de celui peint par Jan van Eyck dans le tableau du Jugement dernier se trouvant au Metropolitan Museum of Art de New York. Ce thème a été repris par Petrus Christus dans le Jugement dernier de la Pinacothèque de Berlin peint en 1452. Des scènes de la Passion - Ecce Homo, Lavement des mains - peuvent rapprochées de gravures réalisées vers 1480 par Israhel van Meckenem pour sa Grande Passion, d'une fresque peinte vers 1430 par Giacomo Jaquerio dans la sacristie de l'abbaye Sant'Antonio di Ranverso. Canavesio a réutilisé ces thèmes dans la Chapelle Notre-Dame-des-Douleurs de Peillon.

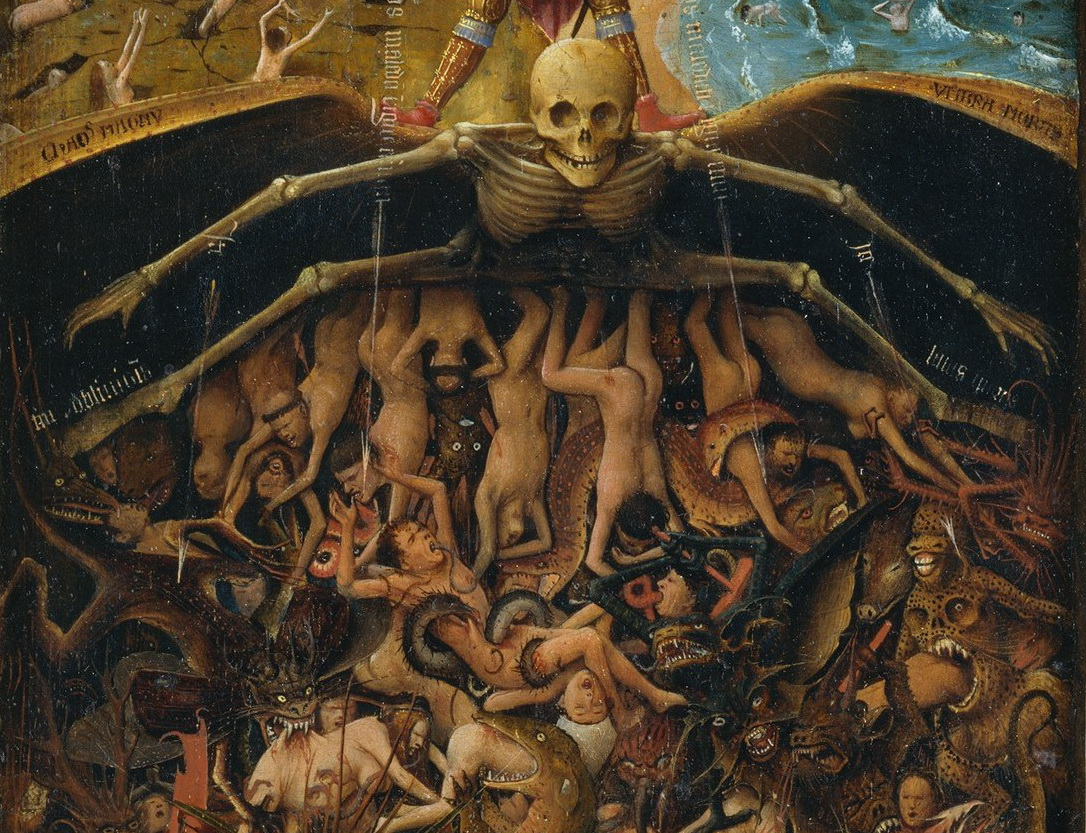
Jan van Eyck : Jugement dernier - Détail
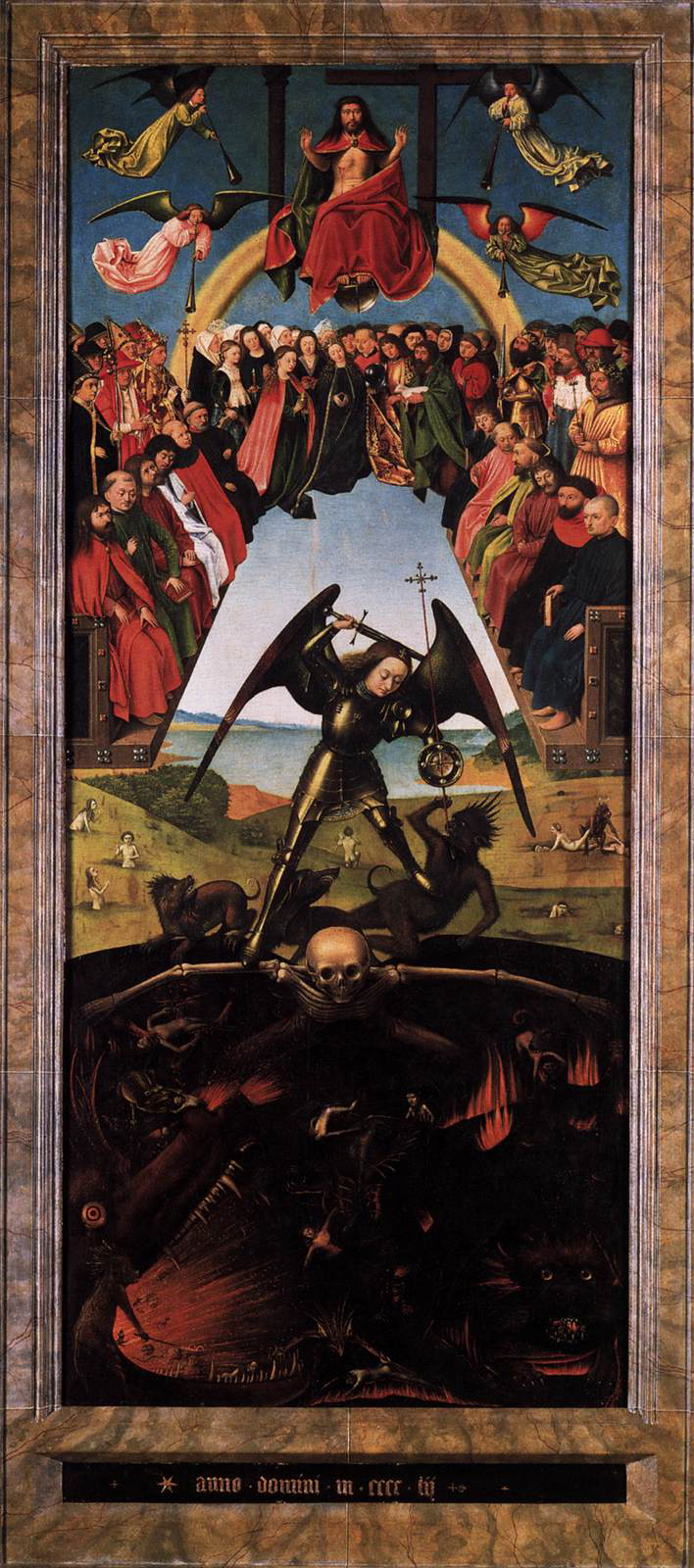
Petrus Christus : Jugement dernier.
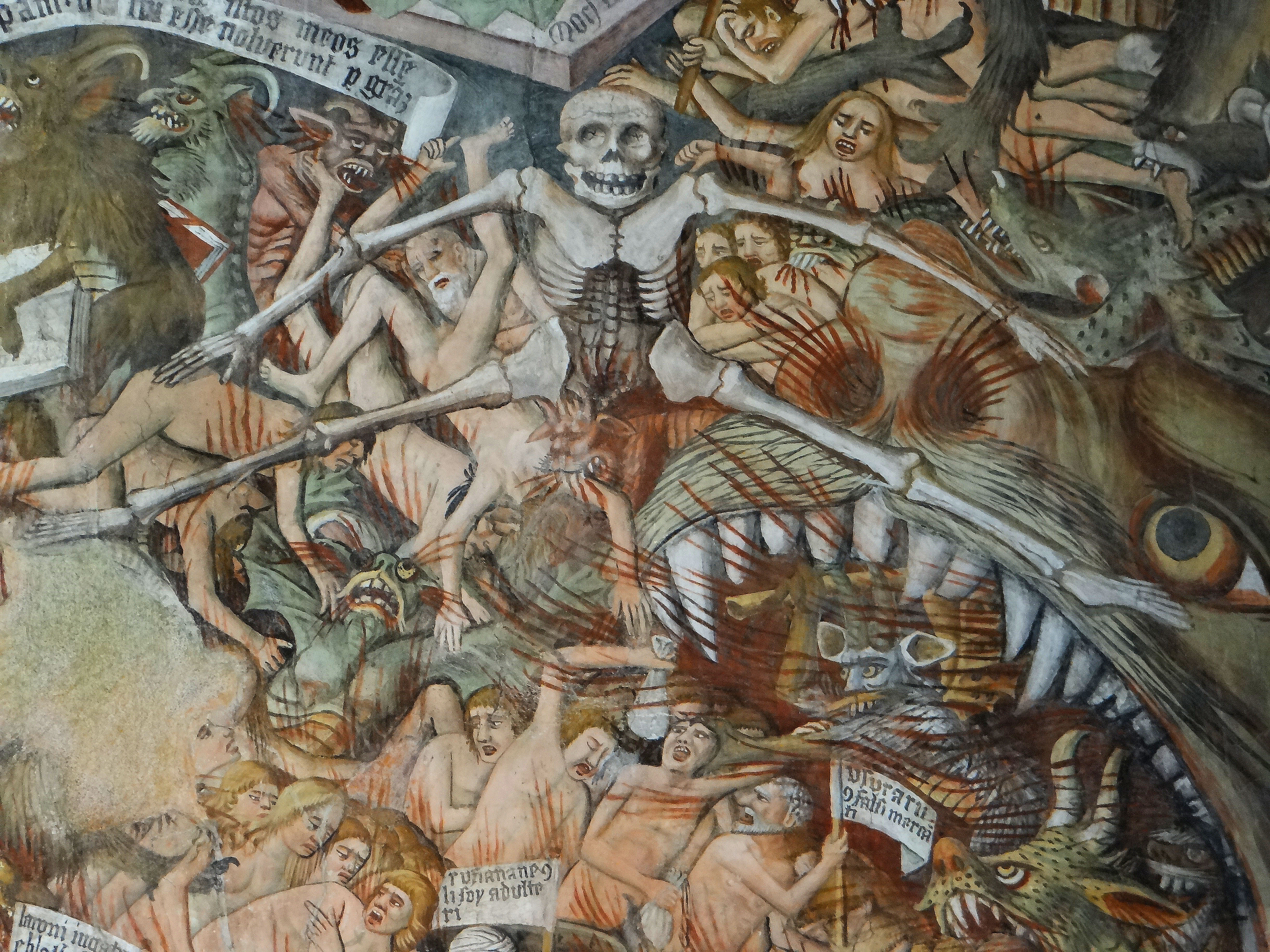
Canavesio : Le squelette de la fresque du Jugement dernier.
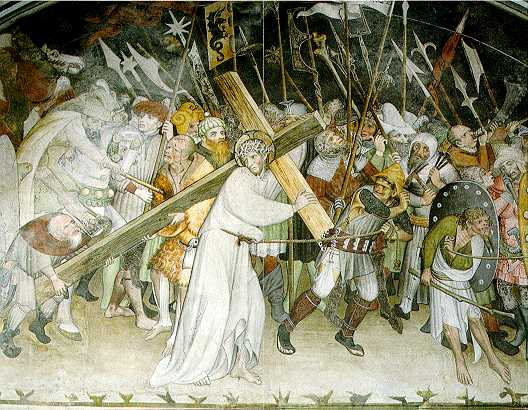
Giacomo Jaquerio : La montée au Calvaire.
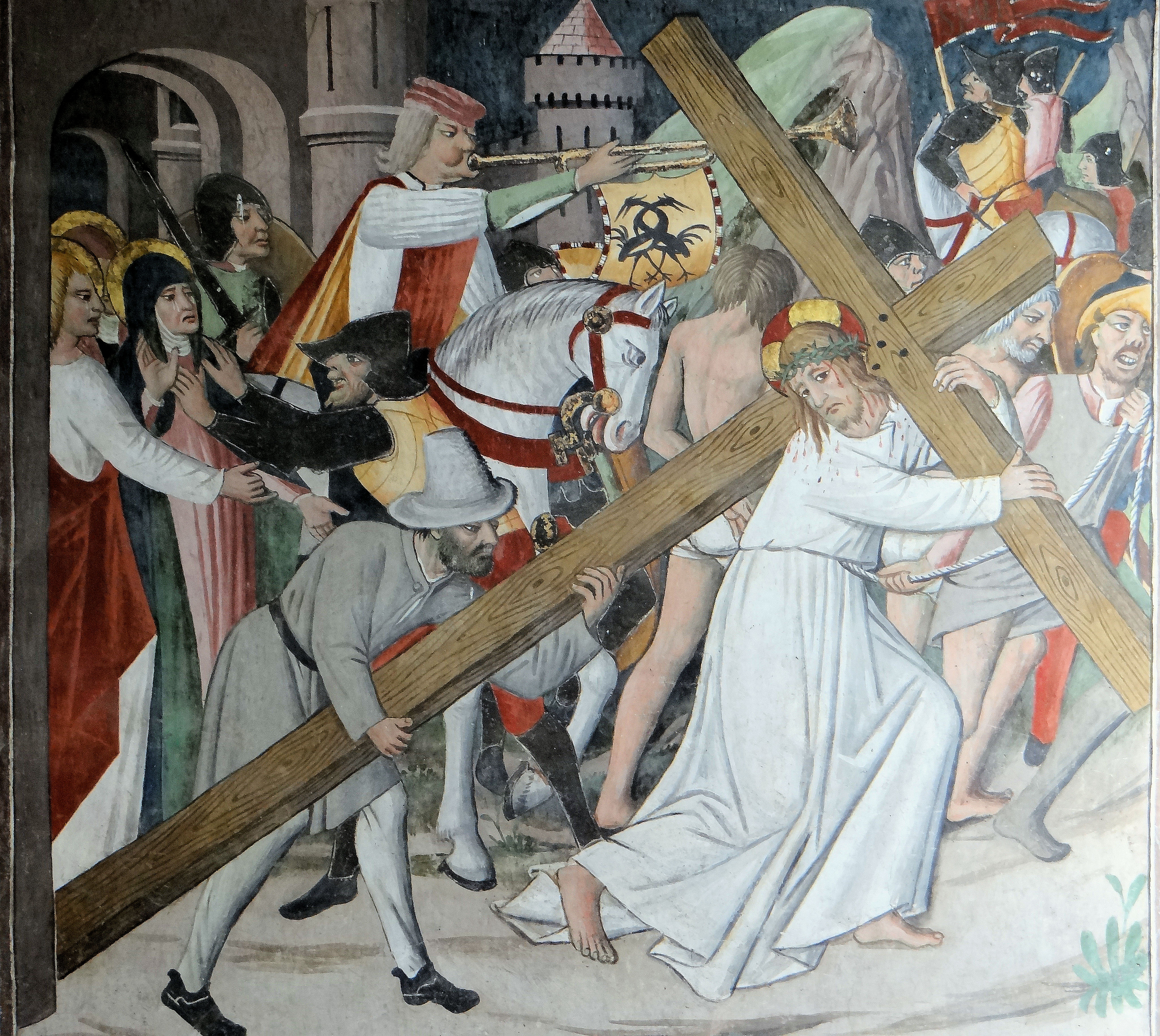
Canavesio : La montée au Calvaire.